# Le Livre des snobs
The Book of Snobs
Vous lisez un « article de qualité » labellisé en 2011.
Pour les articles homonymes, voir Snob (homonymie).
Le Livre des snobs, par l'un d'entre eux (titre original en anglais : The Book of Snobs, by One of Themselves) est un ouvrage de William Makepeace Thackeray (1811-1863), écrivain anglais de l'époque victorienne, publié en 1848. Le livre reprend une série d'articles hebdomadaires parus dans Punch sous le titre « The Snobs of England, By One of Themselves » (« Les Snobs d'Angleterre, par l'un d'entre eux »), œuvre pseudonymique dont le personnage principal s'appelle Snob. Il s'agit donc des confessions ou des mémoires d'un snob.
Thackeray, encore réticent à s'afficher au grand jour, se dérobe sous des noms de plume, ce qui rattache Le Livre des snobs à sa production antérieure (il signe de son nom plus tard, lors de la deuxième édition de Mémoires de Barry Lyndon, en 1856). Il y a eu Yellowplush, Wagstaff, Major Fitz-Boodle, Titmarsh, Deuceace ; voici Mr Snob qui représente le niais et son contraire, l'anti-niais, puisqu'il les dénonce tout en étant « l'un d'entre eux ».
Dans Le Livre des snobs, Thackeray procède à l'inventaire des différents groupes sociaux, en Angleterre et à l'étranger, en France principalement, ainsi que de divers types d'hommes dont il montre avec virtuosité et humour qu'ils sont frappés de la même maladie, le snobisme. Ce mal endémique prend des formes diverses, mais qui se fondent toutes sur les mêmes anti-valeurs que Thackeray résume en deux phrases : « give importance to unimportant things » (« donner de l'importance à des choses sans importance »), ou encore « meanly admire mean things » (« admirer petitement de petites choses »).
À sa parution, l'ouvrage a été diversement accueilli. Peu de confrères écrivains, à part Anthony Trollope qui l'a ardemment défendu, lui ont décerné des éloges. Il a été jugé trop virulent et iconoclaste. Pourtant, la morale que défend Thackeray, parfois en véritable prédicateur, est empreinte de bon sens ; malgré la satire souvent féroce exercée à l'encontre des sociétés anglaise et française, et de l'humanité en général, les valeurs sous-tendant l'architecture de la pensée relèvent d'un humanisme plutôt bienveillant et profondément ancré dans la foi chrétienne.
Le Livre des snobs a été traduit plusieurs fois en français, en particulier par Georges Guiffrey vers 1857, par Maurice Constantin-Weyer et par Raymond Las Vergnas en 1945.
Le Livre des snobs a largement contribué à donner au mot snob le sens qui est le sien aujourd'hui et à éclaircir la notion,, la parution de l'ouvrage établissant, d'après l'historien des idées Frédéric Rouvillois, « l'acte de baptême du snobisme ».

## Origines du mot «snob»
Dans le Dictionnaire du snobisme, Philippe Jullian écrit que « le son même du mot « snob », qui commence en sifflement pour finir bulle de savon, le destinait à une grande carrière dans le domaine du mépris et de la frivolité ». C'est presque en ce sens que Thackeray l'entend, mais il y ajoute une connotation morale.

### CadetSnob

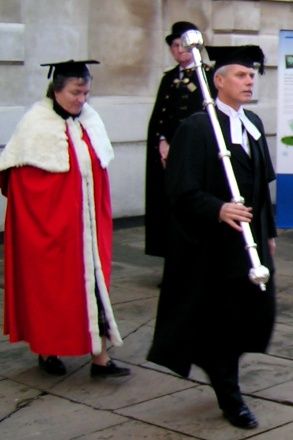
Gownsmen de Cambridge.

Entré au Trinity College de Cambridge en février 1829, Thackeray est un des collaborateurs du Snob, « journal littéraire et scientifique, non dirigé par des membres de l'Université », qui paraît du 9 avril au 18 juin de la même année. C'est probablement lui, d'ailleurs, qui a donné son titre à cette petite feuille,,.
Il existe le verbe to snub (toiser, regarder de haut), longtemps confondu avec to snob et qui a peut-être aidé à la formation du mot. De plus, lorsque s'est fait sentir le besoin d'une palette de nouveaux vocables, il semble que snob et cad aient été en compétition, du moins entre les universités d'Oxford et de Cambridge. D'après le New Oxford Dictionary, cad est l'abréviation de cadet pour signifier à l'origine celui qui porte les clubs au golf, d'où la définition « a confederate of lower grade » (« un associé de rang inférieur »). À Oxford, cependant, il signifie aussi townsman, littéralement « homme de la ville », comme, par exemple en 1844, dans la phrase : « the townsmen of Oxford had been promoted […] to the title of cads » (« les bourgeois d'Oxford avaient été promus au rang de cads »), mais avec une nuance de mépris, que renforce encore le verbe promote (« promouvoir »), comme si passer de « towsnman » à « cad » était une réelle valeur diminuée, ce qui est corroboré par un petit manuel de bonne conduite intitulé « Hints of etiquette for the University of Oxford » (« Petits conseils d'étiquette à l'usage de l'Université d'Oxford ») qui définit cad par « a fellow of low vulgar manner » (« individu aux façons communes et vulgaires »). Anthony West (1914-1987), dans la biographie qu'il consacre à son père H. G. Wells (1866-1936), reprend d'ailleurs cette acception du mot en expliquant que s'y ajoute aussi une connotation sexuelle : « Un « cad » était un parvenu issu des classes inférieures coupable de se conduire comme s'il ignorait que ses basses origines le rendaient impropre à avoir des relations sexuelles avec des femmes de qualité. »
Or, à Cambridge, c'est le mot snob qui en est venu à exprimer exactement la même chose. D'après Raymond Las Vergnas, il est donc loisible de penser qu'il a existé entre les deux universités une sorte de joute intellectuelle concernant les mots snob et cad. Cad, dénoté exclusivement d'un point de vue social, est arrivé au terme de son évolution sans se charger de connotation morale ni de résonance universelle (en anglais moderne, cad signifie « goujat »). En fait, c'est Thackeray, ancien de Cambridge (voir L'apport de Thackeray), qui, l'ayant choisi pour son livre, a conféré à snob sa notoriété en même temps que ses lettres de noblesse,.

### L'apport de Thackeray

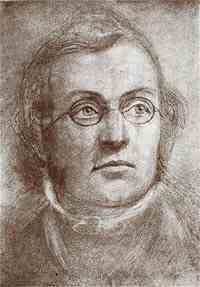
W. M. Thackeray à l'époque du Livre des snobs.

Thackeray est le premier à reconnaître que le mot snob, « […] nous ne pouvons le définir. Nous ne pouvons pas dire ce que c'est […] mais nous savons ce que c'est. […] Un si joli petit mot tout rond, uniquement composé de lettres douces, avec, au début, un son sifflant, juste, dirait-on, pour lui donner du piquant […] ». Et David Masson de renchérir en 1859, lorsqu'il écrit : « Pour M. Thackeray, […] il est hors de doute que le snobisme est une mauvaise chose, mais il est un peu difficile de savoir exactement ce que c'est […] ». L'explication selon laquelle il dériverait de l'abréviation de sine obolo (« sans le sou »), ou de sine nobilitate (« sans noblesse ») (à Cambridge, en effet, les fils de famille aristocratique étaient inscrits avec la mention fil/nob [filius nobilitatis], alors que les roturiers figuraient en tant que s/nob [sine nobilitate]) est aujourd'hui fortement contestée.
D'après le Dictionnaire Larousse, le mot snob, ou snab se rapporte au cobbler (cordonnier, savetier), métier alors jugé méprisable. Le Shorter Oxford English Dictionary déclare que le mot est d'une origine argotique obscure, sans aucun lien avec nob. Il ajoute qu'il se rencontre pour la première fois en 1781 pour évoquer un shoemaker (« savetier »), avant qu'il n'apparaisse dans l'argot de Cambridge pour qualifier un townsman (« habitant la ville », « bourgeois ») par opposition à un gownsman (« étudiant ou universitaire portant la toge [gown] », « gens de robe ») : en 1831, il est utilisé dans la langue argotique pour désigner une « personne appartenant aux plus basses classes de la société et ne pouvant prétendre ni au rang ni à la noblesse » ; en 1838 il signale un individu de « peu ou pas d'éducation, ni de bon goût, [une] personne vulgaire et sans discrétion » ; en 1848, selon le New English Dictionary, The Book of Snobs donne au mot un sens actif pour la première fois : le « snob » est celui qui veut faire croire qu'il appartient à une classe supérieure, mais en 1859, le sens a encore changé pour prendre celui de « jaune » (blackleg), définition reprise par le Shorter Oxford English Dictionary (p.  1931). Aujourd'hui, il est revenu à l'acception que lui a conférée Thackeray.
Ainsi, le mot snob, qu'il a considérablement enrichi dans son acception, n'a pas été créé par lui. De même, il n'a pas forgé le mot snobbery, qu'on trouve déjà avec le sens de « camelote », particulièrement dans l'expression « the snobbery of Brumagen » (« la camelote de Birmingham »). Il n'a pas davantage inventé le mot snobbish, trouvé chez Dickens en 1840, repris dans Little Dorrit en 1857, ni snobby, employé par Mrs Gore (Catherine Grace Frances Gore [Moody] (1799–1861) dans ses Sketches of English Characters (1846) au sens de ostentatious (qui fait étalage), ouvrage que Thackeray a parodié dans Punch sous le titre de Lords and Liveries by the author of Dukes and Dejeuners (Punch, 12-18 juin 1847). En revanche, c'est lui qui a vraiment créé les mots ou expressions dérivés qui sont disséminés tout au long du Livre des Snobs (snob-ore (minerai de snob), snob-land (terre de snob), snobbishness (snobisme), snobishly (avec un seul « b » : de snobe façon), snobling (descendant de snob), snobographer (snobographe), snobography (snobographie), snobology (snobologie),.
L'apport de Thackeray a donc été de charger un mot dialectal, estudiantin et mondain d'une connotation morale. Avec lui, le snob est devenu une personne « moralement méprisable ». À ce titre, il reste assez près du mot cad tel qu'il est employé aujourd'hui, comme, par exemple, dans l'expression : « He is not a gentleman, he is a cad » (« Ce n'est pas un gentleman, c'est un goujat »).

Voici la définition donnée par Thackeray au début de son ouvrage : 

« En dernière analyse, voici ce qui constitue le snob. On prend un peu de tous les ridicules de l'humaine nature, auxquels on mêle quelques grains de bêtise, beaucoup de fanfaronnade, une certaine dose de trivialité et de prétention, de l'épaisseur dans l'esprit, de la mesquinerie dans le goût, et, surtout, absence totale de ce qui est beau, noble et distingué ; ce mélange fait un snob parfait. C'est comme on le voit, le béotisme arrivé à sa dernière expression dans la tournure de l'esprit et du corps. »

Pour les Français, cependant, le mot « snob » désigne plus spécialement l'esclave de la mode et des conventions de la vie factice. En ce sens, le snob se révèle bien être un sot, mais d'une espèce particulière : celui qui se montre pour être vu et dire qu'il « y » a été ; qui veut paraître appartenir à une classe supérieure à la sienne ; « qui ne fait que ce qu'il croit chic ; qui affecte une opinion qu'il n'a pas, parce qu'elle est de bon ton ; qui, en fait d'art, conforme son jugement à celui de la majorité ; qui s'affuble de tel ou tel vêtement pour imiter quelque grand personnage. N'est-ce pas là bien exactement ce que nous entendons par snob ? Ce n'est qu'une des variétés du snob des Anglais ». Émile Faguet, dans une étude des Annales politiques et littéraires, a relevé ce changement de sens en France par rapport à l'acception anglaise, et un écrivain comme Camille Mauclair (1872-1945), considère le snob comme un poseur et un sot, par exemple lorsqu'il stigmatise les snobs en matière de musique, ces esthètes auto-proclamés faisant fi de l'émotion lyrique sous prétexte de critique scientifique : « insensibles à la grande muse, écrit-il, ils ne faisaient attention qu'aux procédés. Là où mon cœur se serrait, la voix chuchotante de mes compagnons contestait l'opportunité d'un accord de septième ».

## Emprunts au passé

### Un thème à la mode
Las Vergnas souligne que depuis longtemps les romanciers britanniques puisent à la source des mondanités nobiliaires. Certes, il nuance l'exemple donné par Ernest A. Baker des œuvres de Robert Bage (1730-1801) et Thomas Holcroft (1745–1809), mais le genre, écrit-il, « fait plus que jamais florès ». En particulier, la veine de la « Silver Fork » (« Fourchette d'argent »), étiquette donnée à cette mode littéraire, s'avère très généreuse, et s'y abreuve volontiers la prêtresse du culte héraldique Mrs Gore. D'ailleurs, ses Sketches of English Character (1846) passent en revue, presque en même temps que Thackeray, des types sociaux annonçant les personnages du Livre des snobs (voir ci-dessus L'apport de Thackeray).

### Pseudonymes revisités

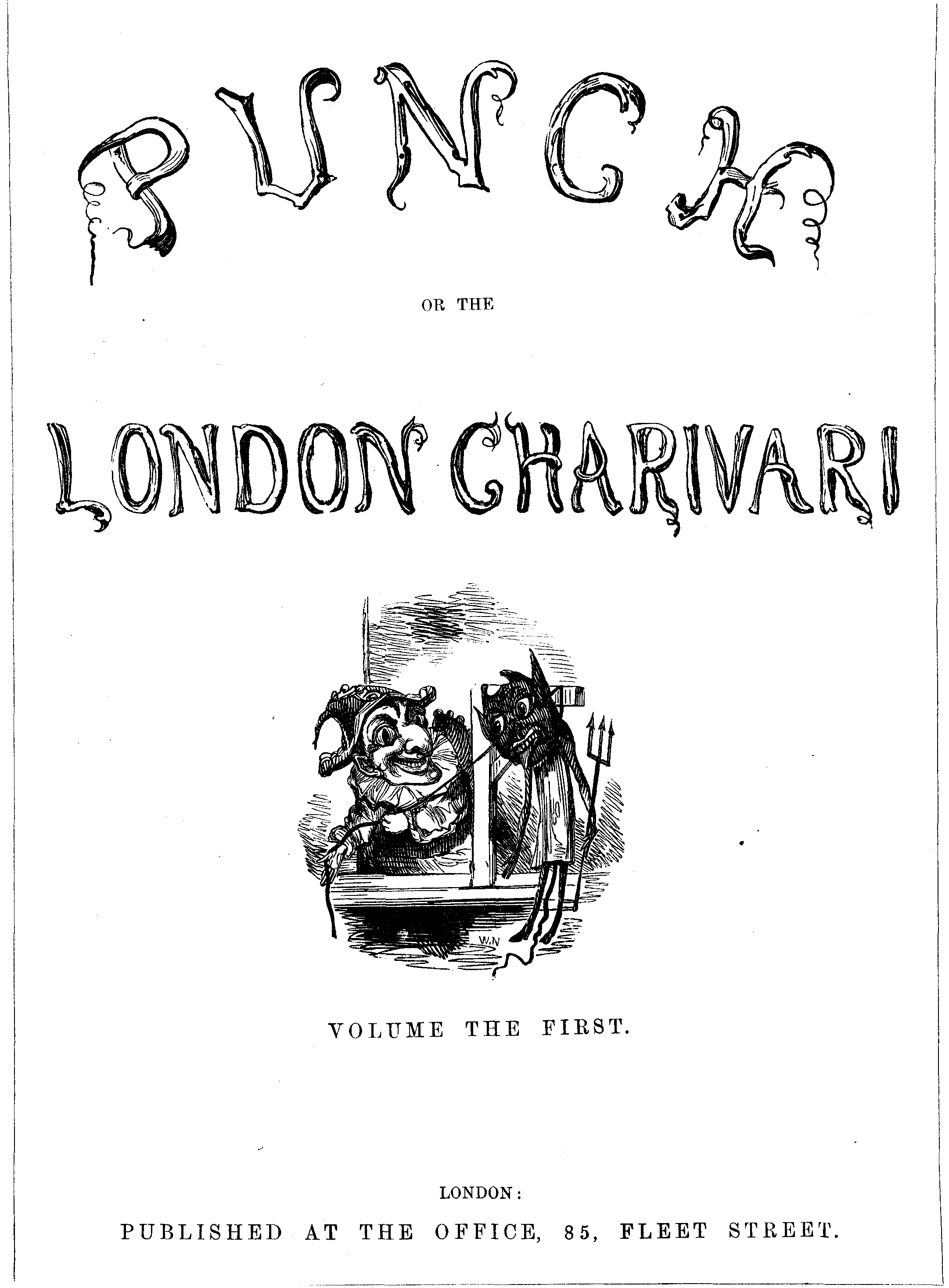
Couverture du premier Charivari, ancêtre de Punch, le 17 juillet 1841.

La série des articles parus dans Punch sous le titre The Snob Papers by One of Themselves (« Les papiers de Snob par l'un d'entre eux »), commencée le 28 février 1846, tome X, p.  101, est accompagnée de dessins humoristiques de l'auteur, rappelant souvent le style de George Cruikshank, l'un des illustrateurs de Dickens. Elle comprend cinquante-trois chapitres, dont sept ont été supprimés dans l'édition anglaise, et se continue jusqu'au 27 février 1847 (tome XII, p.  85). Thackeray utilise des pseudonymes depuis longtemps, Charles Jeames de la Pluche, Samuel (alias Michael Angelo) Titmarsh ou encore George Savage Fitz-Boodle, Theophile Whagstaff, Spec, Major Gallahan, Major Fitzboodle, Ikey Solomon,  Yellowplush, etc., et Mr Snob en est un nouveau. Outre le mot « Snob » repris dans le titre du livre, Thackeray exhume certains noms d'emprunt déjà connus pour leur conférer une seconde vie : ainsi A fat Contributor, Yellowplush et son descendant Jeames (à ne pas confondre avec James [mentionné p.  186], auteur mondain à succès et au style particulièrement diffus), le domestique s'érigeant en juge de la société, d'abord d'humble origine mais bientôt promu en « Jeames de la Fluche ». Ce type de valet anglais est l'ancêtre du Reginald Jeeves de Wodehouse (1881-1975), le gentleman's gentleman, élément dangereux parce qu'instruit et cultivé, bien plus que son maître Bertie, à l'humour froid, secrètement en révolte contre la société derrière le masque de l'exquise correction. Cette caractéristique se retrouve aussi dans le Morgan du Major Pendennis de Thackeray, valet rusé sachant profiter de tout ce qu'il voit et entend pour exploiter son maître sans vergogne. Il est à noter que les Jeames Papers se terminent dans Punch le jour même où débutent les Snob Papers.

### Reprise de personnages

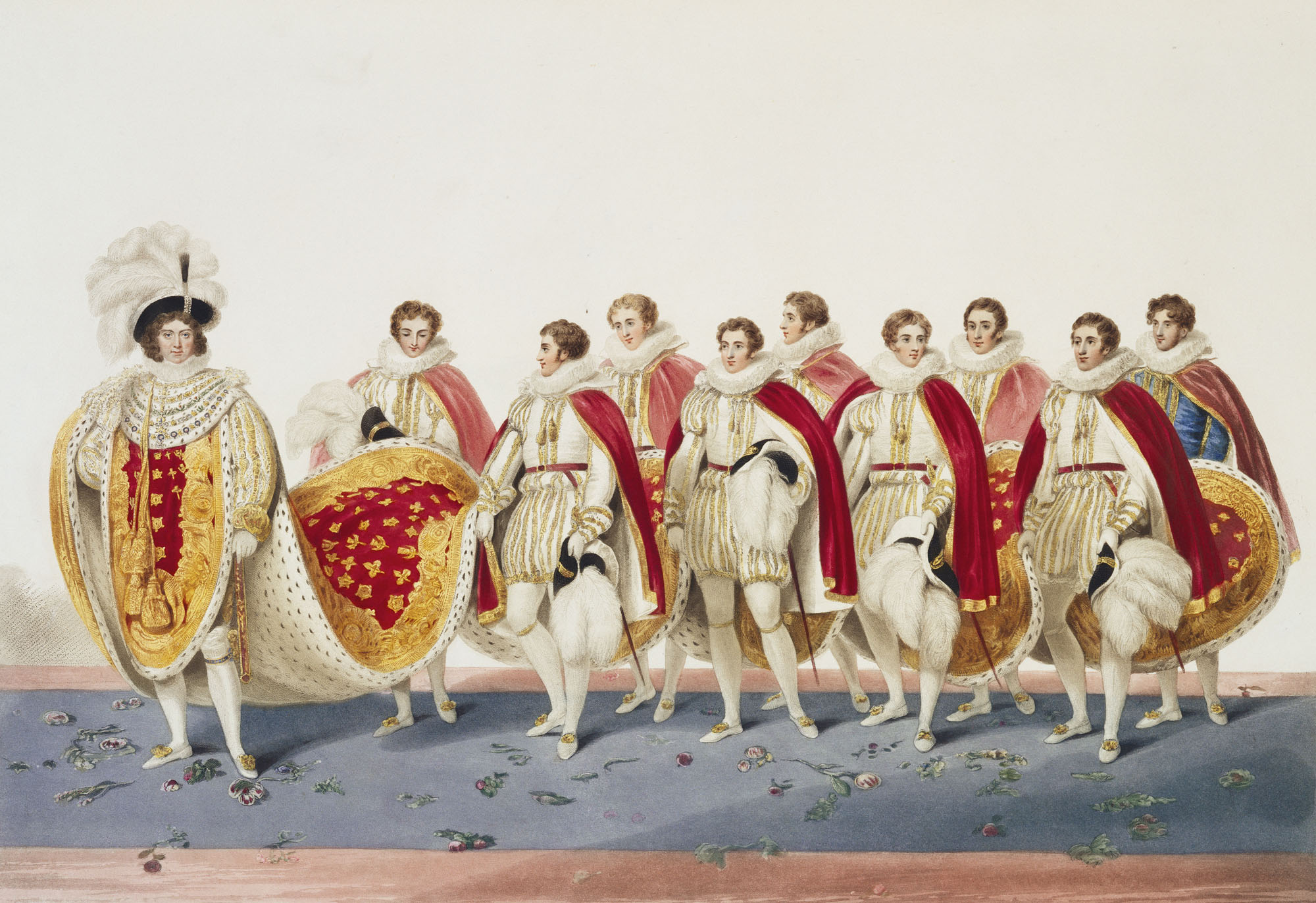
Couronnement de George IV, devenu Georgius IV dans Le Livre des snobs.

D'autres personnages connus des lecteurs de Thackeray sont présents dans le livre, par exemple l'escroc Diddleser ou le dupe Muddlestone-Fuddlestone, ou encore le bambocheur Hooker-Walker (Men's Wives). Parfois, Thackeray reprend un personnage mais change sa profession : le Français Cornichon (p. 234) est attaché d'ambassade à Florence dans Le Livre des snobs alors qu'il était architecte dans Barry Lyndon ; Anatole, danseur à l'Opéra dans Coxe's Diary, puis valet polyglotte dans Major Pendennis, est un simple garçon d'hôtel ailleurs. Quant à Ponto, ce sera le chien dans Major Pendennis. Dans Paris Sketch-Book (1840), Thackeray décrit le départ d'un bateau pour le continent, avec le personnage de Higgs (« Higgs, Higgs, for Heaven's sake, mind the babies », « Mais enfin, Higgs, Higgs, de grâce prenez garde aux bébés ») : ce personnage devient Pompey Higgs (p.  230) dans Le Livre des snobs, un condensé à lui seul de toute la grandiloquence pompeuse du monde. Ces allusions à des personnages antérieurs sont assez complexes. Jeames (p.  54), par exemple, est un porte-parole, à la fois un personnage et l'un des pseudonymes de l'auteur ; Thackeray revendique sa bouffonnerie (p. 188) et se réjouit de son succès, alors que lui-même est encore très pauvre depuis sa faillite et pratiquement inconnu.
D'autres allusions renvoient à un poème de jeunesse de Thackeray, la ballade The King of Brentford's Testament que cite Gray en s'écriant « C'est mon poème préféré ! » ; le souverain Georgius IV de ce royaume de Brentford est une parodie de George IV ; les attaques contre le progrès matériel (les chemins de fer, appelés « iron abomination » (« ces horribles ferrailles ») et Stephenson [1781-1848] qui devient « Napoleon Stephenson ») (p. 162) sortent tout droit des Lectures on English History publiées en 1842 dans Punch. Enfin, d'autres œuvres de Thackeray se trouvent mentionnées dans le livre, par exemple Mrs Perkins's Ball (p.  346, 414), titre d'un Christmas Book écrit en 1844 et paru en décembre 1847. Toutes ces allusions semi-cachées exigent un lecteur averti et fidèle, capable de comprendre les confidences à demi-mot.
Le sous-titre du livre est confraternel, puisque Thackeray, sous le travestissement de Mr Snob, se place lui-même (« By One of Themselves ») dans la grande confrérie des snobs qu'il dénonce. Lorsqu'il interpelle le snob, p. 376, en le traitant de « Suicidal fool! Art not thou too a Snob and a brother? » (« Benêt suicidaire ! N'es-tu pas, toi aussi, mon snob de frère ? »), il se parle à lui-même, atteint qu'il est comme les autres de ce qu'il appelle « Narcissus-like conceit and fatuity » (« vanité et sottise narcissiques » [p. 92]). Lui, cependant, précise Isabelle Jan, s'il se décrit tel, le fait de façon humoristique : ne se déguise-t-il pas en snob pour son rendez-vous avec les trois snobinettes qui lui ont écrit un « petit billet » (chapitre XXXII) ? « Vous me reconnaîtrez, moi et mon costume, écrit-il : un jeune homme d'allure effacée, grand pardessus blanc, foulard de satin cramoisi, pantalon bleu clair, bottines à bout verni, épingle de cravate ornée d'une émeraude […] crêpe noir autour de mon chapeau blanc et mon habituelle canne de bambou au riche pommeau d'or. Je regrette de ne pas avoir le temps de me faire pousser la moustache d'ici la semaine prochaine ». Il force l'aspect extérieur, revêt l'attirail convenu, se met en uniforme : c'est sa façon un peu perverse de « traquer encore et toujours son fraternel adversaire, son double antagoniste ».

### La fin du travestissement
La différence d'avec les écrits antérieurs est que Le Livre des snobs représente le premier grand essai de Thackeray, le seul aussi qui tente de rester homogène. De plus, alors que le romancier s'est presque toujours abrité sous un travesti, par exemple, dans ses deux précédents ouvrages publiés en feuilleton par le Fraser's Magazine, Catherine, en 1839, et The Luck of Barry Lyndon en 1844 (car lors de la publication en volumes de 1856, le pseudonyme est abandonné), il réduit à l'absurde les personnages des romanciers qu'il déteste, tout en paraissant exalter des gens qu'il exècre. Pourtant, dans ces deux ouvrages et, en particulier dans The Luck of Barry Lyndon, brillant tour de force pour lequel le Jonathan Wild de Fielding a servi à la fois de modèle et de contre-modèle (voir Mémoires de Barry Lyndon), le personnage voyou ne saurait représenter les idées de l'auteur. En effet, ce dernier n'a de cesse d'utiliser cet aventurier irlandais à l'ambition démesurée, opportuniste et flambeur, pour servir son ironie, directement en tant qu'agent et en creux comme objet de sa satire.
Dans Le Livre des snobs, cependant, Thackeray se met à prêcher la bonne parole, ce qui ouvre une brèche dans sa manière de procéder.

## La société
« Au commencement, Dieu fit le monde, et avec lui les Snobs ; ils sont de toute éternité, sans être plus connus que l'Amérique avant sa découverte. Aujourd'hui seulement, postquam ingens patuit Tellus, la foule a fini par avoir un vague sentiment de l'existence de cette race ; mais il y a vingt-cinq ans à peine qu'un nom, monosyllabe bien expressif, fut mis en circulation pour la désigner ; ce nom parcourut ensuite l'Angleterre dans tous les sens [...] À l'heure marquée, le Punch a paru pour enregistrer leur histoire, et voici l'homme prédestiné à écrire cette histoire dans le Punch. »

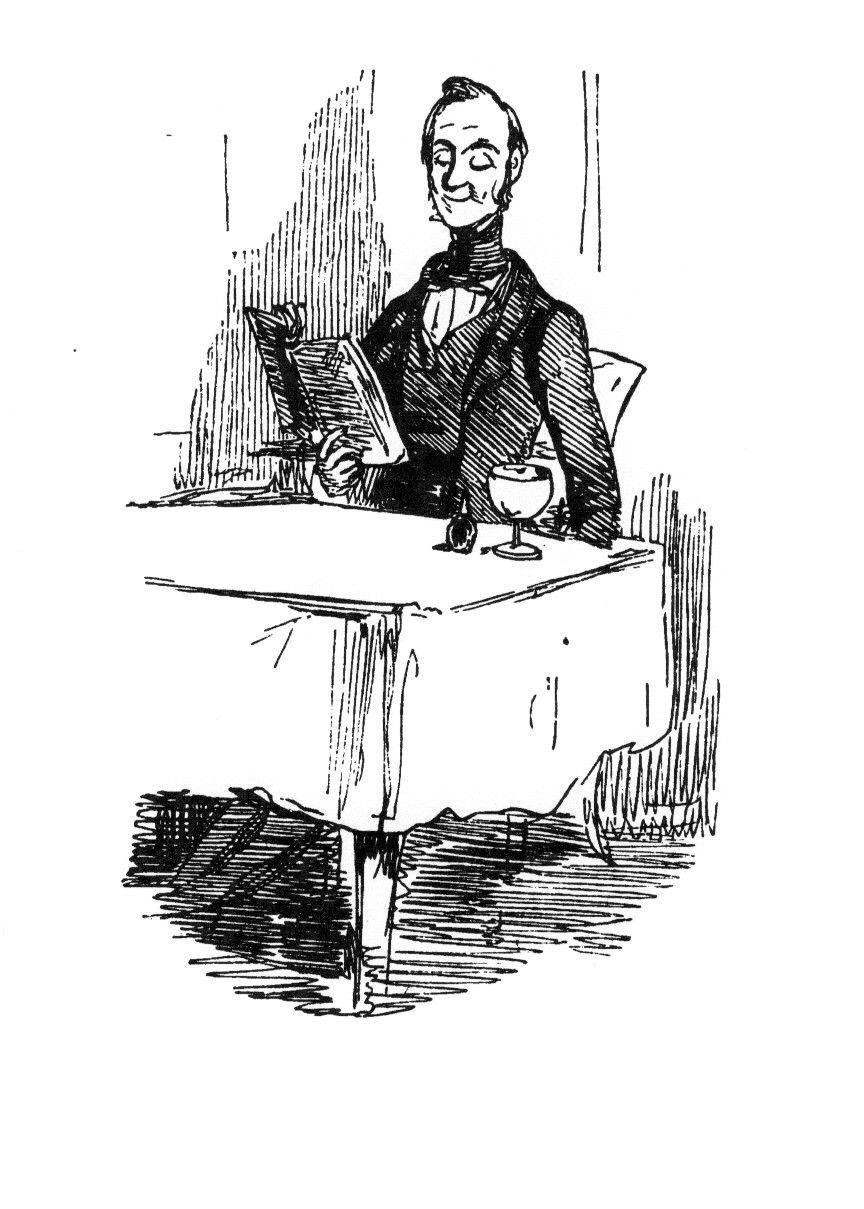
Un snob « respectable », Sydney Scraper, « le plus placide, le plus poli et le plus doux des snobs » (Ch. VI).

Thackeray semble avoir hésité sur la signification à donner au mot « snob ». Il l'applique d'abord à un rustre, un goujat, à l'homme qui foule aux pieds les règles de la civilité. Bientôt, cependant, dès le « Chapitre premier » qui suit les « Remarques préliminaires », il établit une distinction fondamentale : comme le superlatif, il existe, dit-il, des Snobs relatifs et des Snobs absolus (la majuscule est de lui), « ceux qui sont Snobs partout, dans tous les milieux, du matin au soir, de la jeunesse à la tombe, ayant reçu le snobisme en dot de la nature – et d'autres qui ne sont Snobs qu'en certaines circonstances et selon certaines incidences de la vie ». Or, ce snob, tel qu'il le présente ensuite, n'est plus en réalité qu'un sot imbu de préjugés mesquins et de sentiments vulgaires, incarnant aussi bien le mépris des supérieurs pour les inférieurs que l'admiration béate des inférieurs envers les supérieurs : vanité hautaine en haut, bassesse et servilité, ersatz de la vanité, sur les derniers degrés. « L'état de notre société, dit-il, veut que le dernier manant soit aussi Snob dans sa bassesse que le noble lord est Snob dans son outrecuidance. », et plus loin : « Lisez un peu la gazette des modes de cour, les romans aristocratiques ; […] et vous verrez que le Snob pauvre n'est occupé qu'à contrefaire le Snob riche ; que le noble courtisan s'aplatit devant le Snob vaniteux, que le Snob des hautes régions se donne de grands airs vis-à-vis de son confrère d'un échelon inférieur ».

### L'homme coupable
Pour Thackeray, le snobisme est une fatalité. « En montrant l'impossibilité d'y échapper, écrit Isabelle Jan, [il] lui donne déjà, même si c'est de façon timide, sa dimension métaphysique ». Il considère donc la société qu'il décrit et met en scène uniquement sous l'angle du snobisme, déclarant qu'il est animé par la vocation de débusquer les snobs, qu'il a l'art et la manière de les dénicher (p.  54). Pour commencer son livre, il utilise l'image de la mine dans laquelle il désire forer un riche filon, le « snob-ore », et il affirme être désormais convaincu que personne n'échappe au snobisme dont l'ensemble du corps social est affecté.
De fait, l'origine du mal se situe au sein des unités organiques de la société, ses composants les plus élémentaires, la famille et l'individu. La famille est victime du snobisme de préséance, de l'argent, des titres ; la cupidité jette les parents contre les enfants ; la suspicion règne en maître, des drames se jouent qui sont masqués par les apparences pour respecter les usages. Il existe une véritable tyrannie domestique qui engendre la dissimulation. Les êtres vivent les uns à côté des autres, se cachant leurs secrets, et la lutte est partout. Le mariage brise les cœurs, détruit les espérances, ravale l'homme et la femme, mais surtout cette dernière, à l'état de marchandise : cession vénale de vierges cruellement épousées par des vieillards séniles, parents indignes qui sacrifient leurs filles en trafiquant sur le marché de l'amour. Parfois, ce commerce du sexe et de l'argent est involontaire, et la victime ne peut que reconnaître son erreur sur le tard, sans avoir les moyens de la réparer. Ainsi, la famille est le temple d'un snobisme de la pire espèce, où l'on adore un faux dieu, celui des conventions, cette sacro-sainte « propriety », une bienséance tyrannique derrière laquelle se tapissent l'indifférence, le vice et l'hypocrisie.
Au fond, même au-delà de la famille, le premier coupable est l'individu à partir de qui tout part, ce qui, en quelque sorte, exonère la société, fait éternel et machine inconsciente. Incapable de suivre le guide de sa conscience, veule et faible, il cultive le snobisme par facilité, car le surmonter et le vaincre en soi-même confine à l'héroïsme tant est rude la pression. Or chez Thackeray, l'homme n'est pas un héros (Vanity Fair a pour sous-titre « A Novel Without a Hero » [« Roman sans héros »]). En fait, c'est un être déchu, égaré de la route, qui entretient en lui et autour de lui un enfer moral. Comme l'écrit Las Vergnas, « Il semble passer sur cette œuvre le souffle du démon. C'est un sombre sabbat du faux-semblant où l'homme s'effondre, excommunié ».
Le salut pourtant, Thackeray l'a entrevu, faisant de son livre plus qu'un cri désespéré ; il a psalmodié la rédemption des esprits, seule capable, selon lui, d'assurer la sauvegarde de la société. Sa dénonciation du snobisme s'accompagne donc de l'énoncé d'un remède.

### Société des îles Britanniques

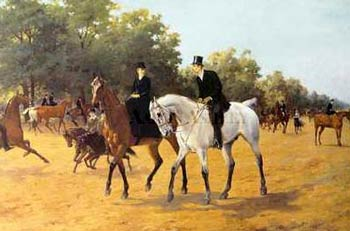
La haute société sur Rotten Row dans Hyde Park.

Les Îles Britanniques sont le cadre naturel de Thackeray, y compris l'Irlande. À propos de cette île, Thackeray, une fois encore, montre son goût du passé ; il évoque, par exemple, les Four Masters, ces « Annales des Quatre Maîtres » à qui sont dues les plus grandes lumières sur l'histoire du pays, Michael O'Clary, mentionné dans le livre, étant, selon Rivoallan, l'âme de leur entreprise. L'Irlande est aussi présente par des noms de personnes ou de lieux, réels ou fabriqués, comme O'Rourke, O'Toole, Paddyland.
À part quelques patronymes, Mac Whirter, par exemple, ou l'appellation Haggisland (référence au haggis, le hachis écossais), ou encore quelques vocables gaéliques, l'Écosse reste dans l'ombre et le Pays de Galles ne fait l'objet que de « références parcimonieuses ». C'est donc l'Angleterre qui absorbe l'essentiel de l'intérêt, celle des villes universitaires, celle du comté déguisé de Mangelwurzel (une betterave fourragère), la capitale surtout, où Thackeray se complaît. Ainsi, se retrouve le Londres des quartiers aristocratiques, Mayfair, Belgravia, Kensington, Hyde Park avec la Serpentine et Rotten Row, celui des écoles prestigieuses, The Temple, Merchant Taylors, etc., de la finance avec les évocations de la Banque d'Angleterre et de la City, celui aussi des divertissements, la célèbre salle des fêtes Amanack's de King's Street, le Corner de Tattershall's (salle des paris hippiques), le théâtre Sadler's Wells, casino populaire de l'époque.
Indépendamment des classifications qu'il opère (voir La méthode), Thackeray fait vivre ou revivre des personnages connus de ses lecteurs. Il y a, par exemple, Mrs Ellis, éducatrice de renom, auteur du fameux The Women of England, St-John Long, un empiriste à mode depuis qu'il a inventé une cure pour la tuberculose, et dont Thackeray évoque le procès à l'Old Bailey en 1830 après le décès d'un de ses patients, William Buchan (1729-1805), auteur d'un traité de médecine pratique à succès, le manufaturier et philanthrope Thomas Holloway (1800-1883), autre fabricant de « Pilules et onguents, médicaments à l'efficacité reconnue et toujours identiques », « génie de la réclame » qui dépense 100 000 £ et plus en un an pour sa publicité, le Dr Edward Craven Hawtrey, Directeur (Head Master) puis « Provost » (Président du Conseil d'administration) d'Eton College au bagout si remarquable qu'il lui vaut le titre de Mezzofanti anglais, Bartholomew Parr, auteur du London Medical Dictionary, Cockle, inventeur de célèbres petites pilules pour le foie (d'où au chapitre XXXIV le satirique Cockle Byles [Byle = « bile » en français = gall en anglais]), la Begum Sumroo (1750-1836), souveraine de Sirdhana, bien connue pour ses excentricités et sa cruauté.
Il cite aussi des aéronautes (Charles Green [1735-1771], inventeur du guiderope pour ballon à gaz), des astronomes (William Parsons Lord Rosse [1800-1867] qui s'est fait construire un gigantesque télescope), des tailleurs (Schutz, ici déguisé en colonel Fitz-Schutz aux extravagantes exigences vestimentaires), des inventeurs (Jeremiah Chubb, à qui l'on doit le passe-partout), des parfumeurs, des pâtissiers, des maîtres-queue, en particulier Alexis Soyer (1809-1856) qui a mis au point la recette des « boiled beans and bacon » (haricots bouillis au bacon) dont raffole Thackeray, tous gens à la mode, le tout-Londres en quelque sorte.
S'y ajoutent les saltimbanques à la mode, le prestigieux Mr Widdicomb « dont la fameuse chambrière et les culottes cramoisies frappaient l'imagination des foules » (p. 681), les danseuses Montessu et Noblet ; des divas de saison, la célèbre basse Lablache (1794-1858), que Thackeray évoque encore dans The Newcome au chapitre XIII, Giulia Grisi (1811-1869), cantatrice adulée, tous deux venus spécialement de La Scala, le Français aux gilets mirobolants natif de Sisteron Louis-Antoine Jullien (1812-1860), et son orchestre, des sportifs (William George Bentinck [1802-1848]) ; des savants en vogue (Sir Roderick Murchison [1792-1871], géologue spécialiste de l'Oural) ; des hommes politiques (Lord Brougham [1778-1868], membre du Privy Council) ; ou de glorieux morts du XVIIIe siècle qu'il ressuscite pour l'occasion (l'amiral Lord Anson [1697-1762], appelé « le père de la Marine »), le général Sir Stapleton Cotton [1773-1865], caricaturé sous les traits de Sir George Granby Tufto (tuft en anglais évoque une « touffe »), le comte Plattof, hetman des Cosaques du Don, qui a beaucoup contribué à la défaite de Napoléon en Russie.
Thackeray le nostalgique est à l'aise dans cet exercice, lui qui dit voyager dans le temps « le dos tourné aux chevaux »,.

#### La méthode

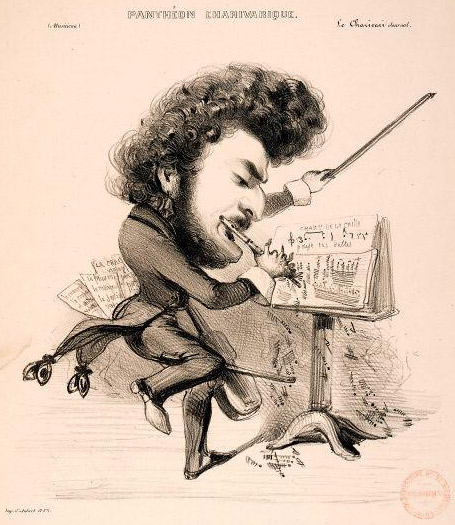
Caricature d'Antoine Jullien, the eminent musico, par Benjamin Roubaud.

W. M. Thackeray, Le Livre des snobs, chapitre I, dernière phrase : « La morale de l'histoire, ai-je besoin de le dire, est qu'il y a dans la société beaucoup de choses désagréables qu'il faut bien avaler et ce, le sourire aux lèvres ».
La société qu'il décrit est celle dans laquelle il vit alors qu'il rédige son livre, celles des années 1840 que les valeurs victoriennes régentent depuis longtemps déjà, bien que la reine n'ait accédé au trône qu'en 1837, une société figée, destinée à ne pas évoluer. En homme rationnel et méticuleux, il se donne d'abord une méthode, qu'il affirme scientifique, et dresse le catalogue de ses motivations : « nécessité d'une étude sur les snobs : je suis celui dont la mission est d'écrire cet ouvrage. Vocation annoncée en termes hautement éloquents. Montrer que le monde s'est peu à peu préparé pour l'OUVRAGE et l'HOMME. Les snobs doivent être étudiés comme n'importe quel autre sujet relevant de l'histoire naturelle ; eux aussi font partie du Beau, avec un grand B ; ils ont envahi toutes les classes de la société »,,. Cette approche d'ordre scientifique, de même que les métaphores médicales parsemant l'ouvrage rappellent les Physiologies ou Anatomies en vogue sous Louis-Philippe en France, voire les multiples traités de phrénologie dont la mode fait rage en Angleterre au XIXe siècle (Charlotte Brontë va d'ailleurs consulter un célèbre phrénologue lors de son second voyage à Londres après la publication de Jane Eyre).
Il décide de procéder selon l'ordre hiérarchique de la société, en commençant par le haut de la pyramide ; de dresser peu à peu un catalogue aussi exhaustif que possible comprenant les classes sociales, les groupes constitués, enfin le peuple : il va donc énumérer et classer inlassablement. Comme l'écrit Isabelle Jan, « en tous lieux, sous les accoutrements les plus variés, il traque et déniche sa proie ». Le catalogue comprend quarante-cinq sections (cinq, publiées dans Punch en tant que Snob Papers, n'ont pas été retenues pour l'édition en volume) ; si l'on décompte les deux premières qui servent d'introduction et la dernière qui conclut l'ouvrage, les quarante-deux autres sont consacrées aux diverses catégories de snobs, la royauté et la cour, l'aristocratie, les snobs dignes de respect (Respectable Snobs), les citadins, les militaires, le clergé, les universitaires, les gens de lettres, les Irlandais, les bambocheurs, les dîneurs, les continentaux, les expatriés anglais sur le continent, les gens de la campagne (the gentry), le mariage, les clubs. Les deux dernières sections sont les plus importantes et l'ensemble dévolu aux snobs membres des clubs est le plus long, comprenant huit sections. Les clubs représentent, en effet, l'un des foyers de rayonnement du Livre des snobs : ce sont le Calf's Head, le United Service, le Travellers, le Garrick aussi, travesti en Conflagrative, sans compter les clubs imaginaires, bref tous ces lieux (en 1848, Londres compte vingt-trois clubs) qui l'ont beaucoup accueilli lors de l'hospitalisation forcée de sa femme en 1841, et qu'il brocarde maintenant avec un « accent douloureux, pour ne pas dire pathétique ».

#### Les hommes de pouvoir

##### Le monarque

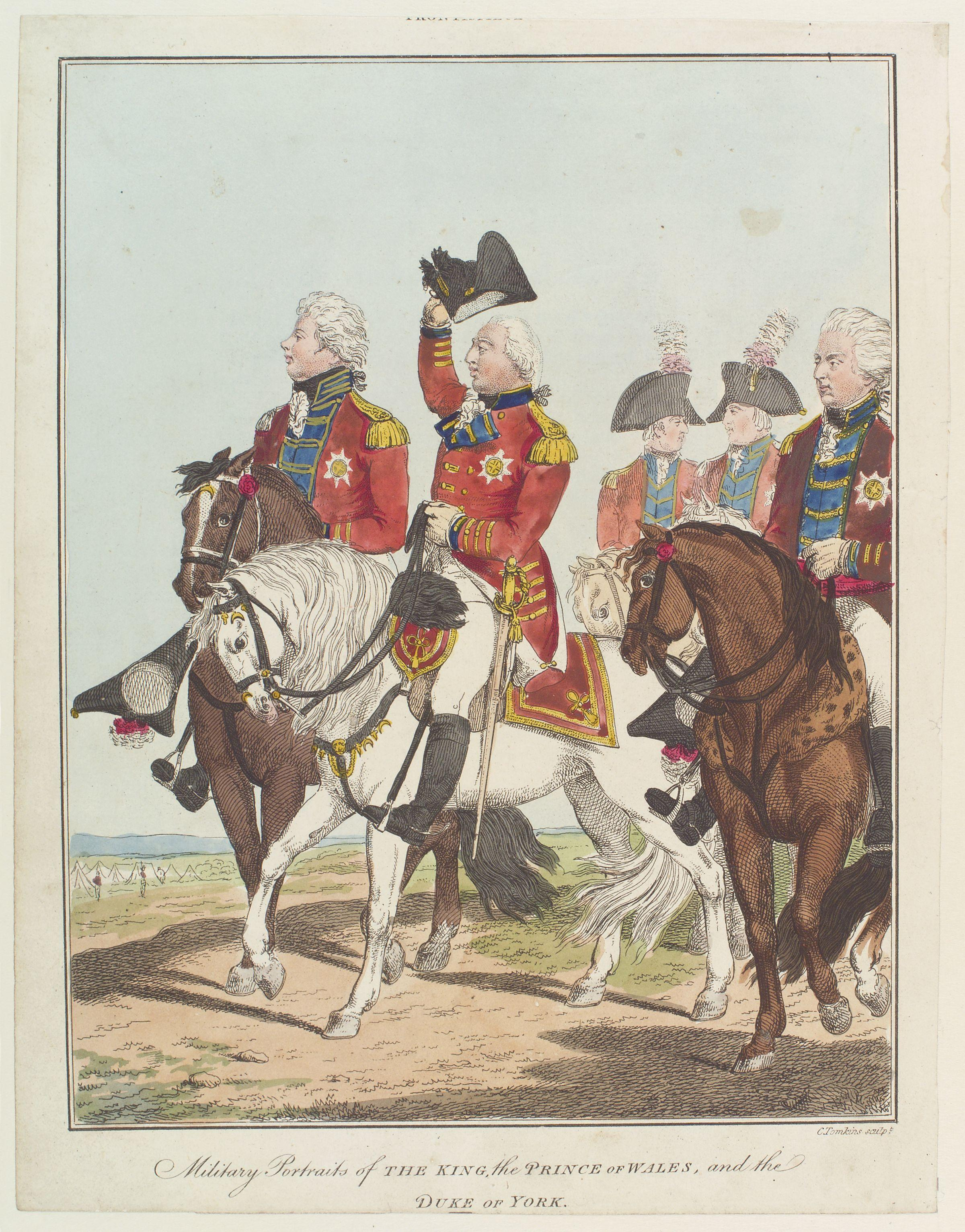
George III et George IV réunis (date inconnue). Au milieu : le duc de York et d'Albany

Thackeray commence donc par le monarque qu'il traite avec insolence. D'abord, alors qu'il est de bon ton de le considérer comme un cas original et isolé, unique en son genre en quelque sorte, il lui assigne des références et le réduit à un modèle. Ce qui est dit de l'un s'applique aussi à l'autre, où qu'il soit. Refusant sa supériorité héréditaire de droit divin, périmée à ses yeux, il dénonce son faste, s'en prenant tout particulièrement aux « Quatre George » dont le quatrième (1762-1830) a été son roi à partir de 1811, et dont il brosse un portrait féroce (d'ailleurs, il poursuivra sa vindicte jusqu'en 1860 dans son ouvrage The Four Georges). À titre d'exemple, la fin du chapitre II est particulièrement cinglante : le parodique Georgius IV, roi de Brentford, est décrit en tailleur coupant une veste à l'office, créateur, « dans la pleine force de son génie inventif » d'une boucle de soulier et d'un punch au marasquin, architecte d'un pavillon « chinois », « bâtisse la plus hideuse du monde » (allusion au Pavilion de Brighton), gentil racleur de violon (George IV aimait la musique) et à la fascination d'un « grand et gros boa-constrictor » (il pesait 150 kg). Dans le dernier paragraphe, après avoir appelé les huissiers : « À la porte ! À la porte ! […] Huissiers, sortez-moi ce gros bouffi plein de boutons ! », le narrateur invite le lecteur à aller contempler l'effigie de Georgius au musée de cire pour « épiloguer sur la mutabilité des affaires humaines » : « — Entrée : un shilling. Enfants et larbins : six pence. Allez-y, vous paierez six pence ». Enfin, lorsque Thackeray déclare que ce roi aurait pu sans difficulté être remplacé par Mr Widdicomb, comédien de son état, il signifie qu'un saltimbanque eût fait tout aussi bien et, par le choix du nom Widdi (Widdy : the hangman's noose, la corde du bourreau servant à la pendaison), il évoque le gibier de potence.
Ainsi, ce souverain plein de morgue, le plus élevé dans la hiérarchie sociale, « trouvera donc, lui aussi et en dépit des principes, des occasions de s'humilier » comme n'importe quel autre snob. À ce titre, Thackeray se départ de la tradition littéraire : pour Shakespeare, les rois se situent au-dessus du commun, alors qu'ici, ils apparaissent comme des hommes semblables aux autres. La chute, puis l'exécution de Charles Ier a été le résultat d'une croisade religieuse, alors que Thackeray adopte une attitude de nature politique : il s'en prend d'ailleurs à d'autres souverains, Louis-Philippe, déjà vilipendé dans « Paris Correspondence » qu'il accuse d'avoir confondu principe de liberté et principe de droit divin ; il déteste Louis XIV, « cette espèce de sainte nitouche, ce grand admirateur de ce qui est né coiffé, […] Snob incontestable et décidément Royal » dont il a déjà brocardé les atours, le cérémonial, la politique dans le dernier chapitre « Meditations at Versailles » de son Paris Sketch Book, signé Michael Angelo Titmarsh (1840) ; bref, il met en doute la légitimité de tous les rois, et lorsqu'il écrit : « C'est le cordonnier qui fait le roi », il s'amuse à coup sûr des talons rehaussés du Roi Soleil, mais revient surtout à l'étymologie première du mot « snob », voir L'apport de Thackeray. En somme, il dénie au monarque, quel qu'il soit, la qualité de majesté et s'indigne qu'un génie des lettres comme Walter Scott, par exemple, soit tenu de se prosterner devant un George IV.

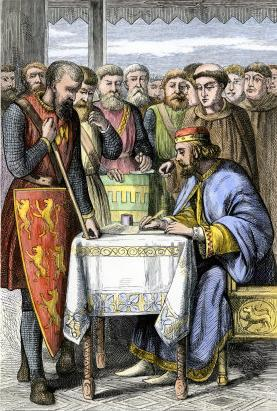
Magna Carta, arrachée par le baronnage anglais au roi Jean sans Terre le 15 juin 1215.

Pour autant, s'il répugne au droit divin, Thackeray laisse en creux une place virtuelle pour la monarchie de droit constitutionnel. Il suffirait de retourner les choses, que les manques du souverain, le courage, la décence, l'honnêteté, soient inversés et deviennent ses qualités, et le snobisme laisserait la place à la révérence. Thackeray s'indigne, en effet, que « […] [a]vec la même humilité dont firent preuve les laquais, aux armes du Roi, en présence de la Valetaille Royale, l'aristocratie de la nation brentfordienne s'abaissa et se traîna aux pieds de Georgius, en le proclamant le premier « Honnête Homme » d'Europe ». Mais aussitôt, il dresse le contre-modèle de cet honnête homme qu'il appelle de ses vœux : les adjectifs s'ajoutent alors les uns aux autres, « bienveillant, intègre, généreux, brave, éclairé, loyal, fidèle, digne » ; puis se pose la question ultime, révélatrice de la mentalité du temps : « En un mot, la biographie du Premier « Honnête Homme » ne devrait-elle pas être d'une nature telle qu'on pût la lire aux jeunes filles dans les écoles pour leur plus grand bien […] ? ».

##### L'aristocratie
Après le monarque, Thackeray poursuit son exploration de la jungle sociale et, comme le dit Isabelle Jan, « c'est la spirale de l'enfer ». Les hauts gentilshommes, par exemple le duc écossais William Douglas, 11e duc de Hamilton (1811-1863), se voient déniés leur rôle de chefs, ces messieurs n'étant guidés, selon lui, que par leur intérêt que promeuvent de viles intrigues bien éloignées de l'intérêt général et des droits accordés par la « Grande Charte » (Magna Carta Libertatum) de 1215 : ils ont dévoyé la liberté alors conquise et l'ont changée en un privilège exclusif qu'ils refusent de partager avec leurs semblables jugés inférieurs. Certes, des précurseurs se sont fait entendre aux siècles précédents : Wycherley (1640-1716) qui, dans The Plain Dealer présente l'odieux Captain Manly (fondé sur l'Alceste du Misanthrope de Molière), Swift (1667-1745) qui, dans Gulliver's Travels (1726) indique de façon ironiquement détournée que l'optique prévalante repose sur de faux fondements, et même Richardson (1689-1761) qui, dans son roman sentimental Pamela, or Virtue Rewarded fait de son héroïne une admiratrice sans réserve d'un squire pourtant dépeint en abominable pourceau. Ces iconoclastes restent cependant des cas isolés : la tradition, que représente Fielding par exemple, veut que le squire, en particulier, joue, malgré ses défauts, un rôle bénéfique dans la société. Thackeray va donc à contre-courant, même si en son siècle, il est rejoint par d'autres auteurs comme George Eliot (1819-1880) qui, dans Silas Marner (1861), brosse le portrait de Dunstan Cass, fils de squire décadent, attaque ad hominem il est vrai, ne visant pas l'institution. Quelques autres voix prestigieuses vont plus loin, ainsi William Cobbett (1763-1835), animé de vues radicales acquises lors de son séjour aux États-Unis, qui s'était écrié dans l'outrance : « ce sont les plus viles créatures auxquelles a été donnée forme humaine ».

#### La bourgeoisie

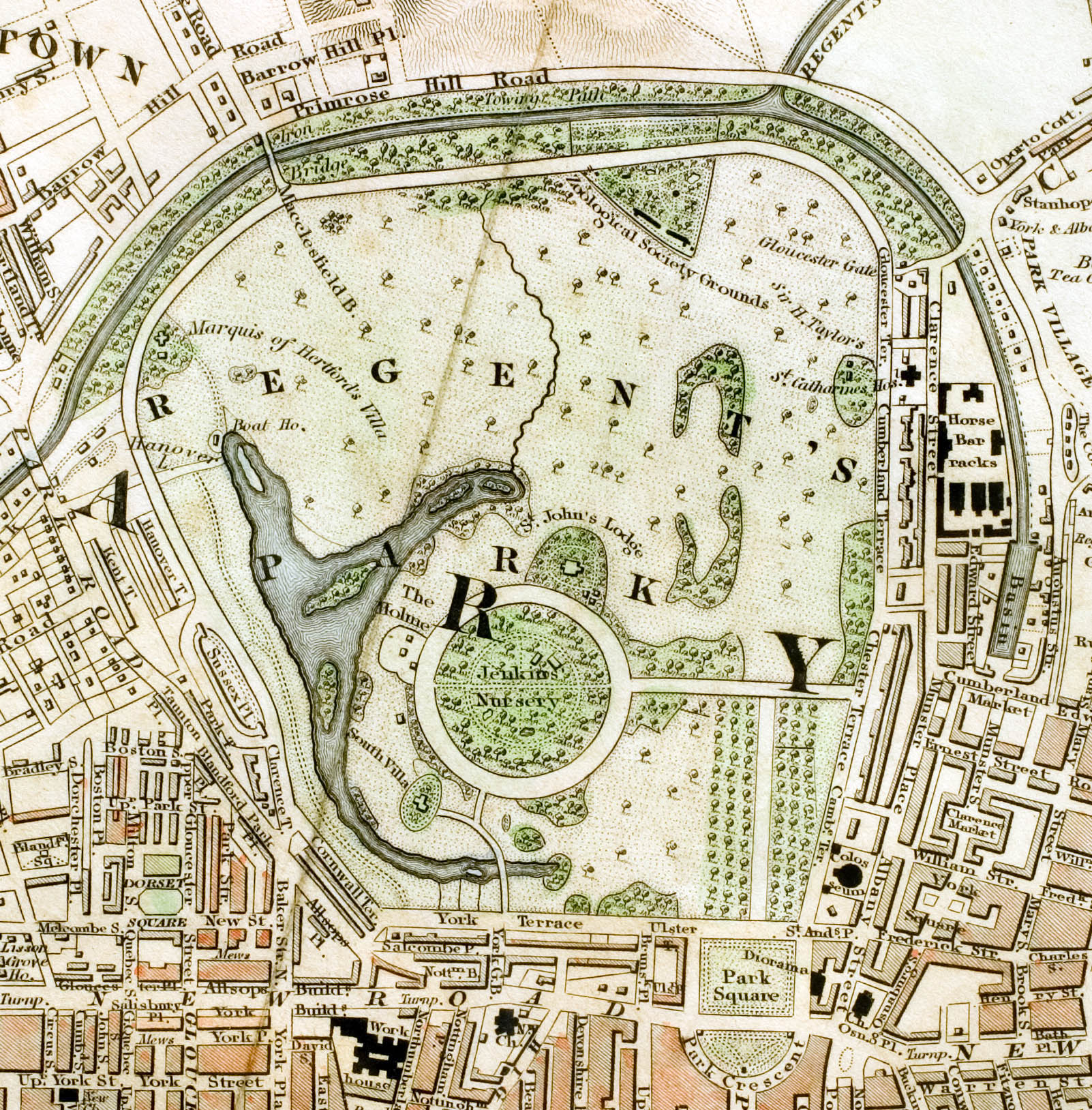
Regent's Park, vers 1833.

La bourgeoisie n'est pas en reste, que Thackeray appelle en titre de son chapitre VI « […] quelques snobs respectables », ceux que l'on trouve dans Baker Street, l'une des grandes rues commerçantes de Londres, dans Harley Street et Wimpole Street, le repaire des hommes de l'art, dans Regent's Park, ouvert au public depuis 1835 et devenu carrefour des prédicateurs méthodistes, etc., et il s'écrie : « O maison, tu es habitée ; ô heurtoir, tu es heurté ; ô larbin […] tu es payé… par des Snobs ». Bref, comme la monarchie ou l'aristocratie, la bourgeoisie est peuplée de snobs.
Thackeray la connaît bien (il lui consacrera The Newcome [1855, concernant des banquiers et des militaires] et Pendennis [1848-1850, famille de pharmaciens et de militaires], et elle ne lui inspire aucune confiance, pour la bonne raison que, pleutre, elle n'en a pas en elle-même, inconsciente de son originalité et de sa force. De ce fait, elle se montre prête à toutes les concessions et à toutes les humiliations pour se rapprocher des grands, sa première adulation allant aux titres qu'elle respecte selon un préjugé inné. Sa deuxième adulation se porte vers l'argent auquel elle voue un culte immodéré digne de celui du Veau d'or. Le cercle est vicieux : faute de titre, elle accumule la fortune, dans l'espoir de pouvoir se rapprocher de ceux qui en sont dotés, et, rêve suprême, sont susceptibles de lui en conférer. Cet ordre social est inquiétant : fondé sur des castes tour à tour attirées en chaîne descendante comme par un aimant, il engendre une flagornerie endémique qui remplace l'expression des idées et des sentiments : les grands l'aiment par définition, les moins grands pour ce qu'ils croient devoir servir leur intérêt et les petits pour inoculer aux précédents l'illusion de leur importance, si bien que le processus se répète ad infinitum.

#### Les corps constitués
Thackeray s'en prend aux hommes du pouvoir qu'il traite sans ambages d'imbéciles ou d'hypocrites. Par exemple, les ambassadeurs qu'il met en scène peuplent le royaume de Pumpernickel (nom du pain de seigle noir d'origine allemande, mais aussi d'un personnage moqueur du folklore alsacien) où la principale occupation consiste à faire la cour aux jolies femmes et à s'afficher en oisifs dans les villes d'eau, surtout Bath et Leamington Spa. La justice et ses magistrats se réduisent à l'état de figurants : en fait, il n'existe aucune justice, celle qui se donne en spectacle n'étant qu'une parodie, et ses acteurs, totalement inopérants, se trouvant réduits à l'état de comparses dans une farce aussi sinistre que ridicule. Dans l'une de ses Ballads, Two Hundred Pounds, Thackeray revient sur ce désastre et s'écrie :
| Special jurymen of England! Who admire your country's laws, And proclaim a British jury worthy of the realm's applause; And gaily compliment each other at the issue of a cause Which was tried at Guilford's sizes this day week as ever was. | Ah, vous les jurés de l'Angleterre ! Vous admirez les lois de votre pays, Vous dites haut et fort que le jury britannique a gagné l'estime du royaume ; Et vous vous congratulez gaiement à l'issue d'un procès Qui s'est tenu aux assises de Guilford il y a tout juste une semaine. |

Trollope n'a pas apprécié cette ballade, qu'il a trouvée outrancière ; après avoir rappelé qu'elle concerne une erreur judiciaire (« a miscarriage of justice », il réprouve l'anathème lancé contre les jurys et met cet excès sur le compte de l'emballement satirique : « Un satiriste professionnel, écrit-il, apprend vite à tout satiriser, jusqu'à ce qu'avec lui, la lumière du soleil et la beauté de la lune paraissent mauvaises et mesquines, ce qui me conduit à penser qu'il [Thackeray] s'est trompé dans son appréciation des choses ».

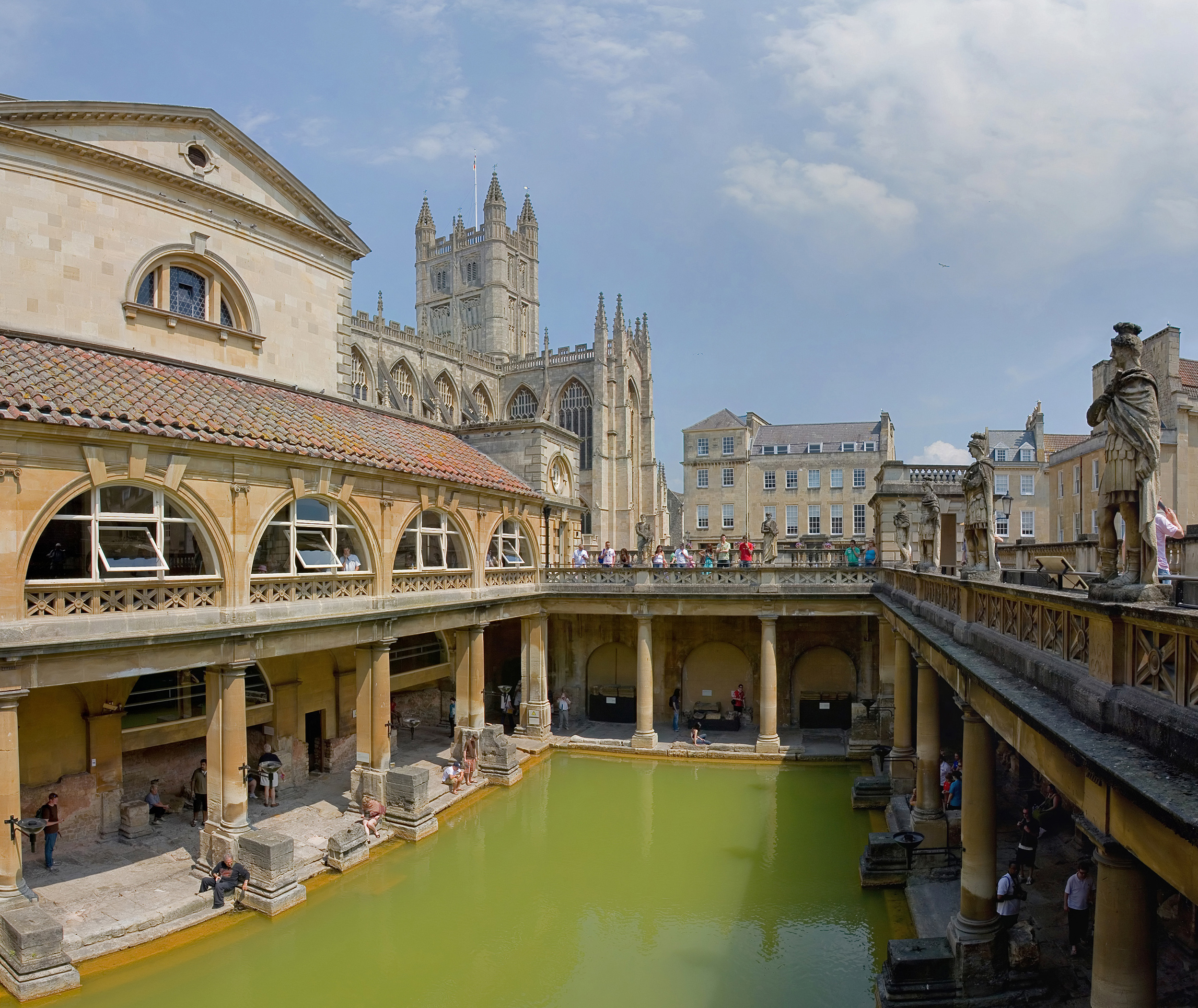
Les bains romains de Bath.

Le civil service, autrement dit les fonctionnaires des administrations, que Thackeray a bien connus aux Indes, sont représentés par John Sedley et James Binnie : le premier est antipathique, paresseux, vantard, orgueilleux et poltron ; le second, son double négatif au rabais, petit, falot, ne quittant jamais les terres du ridicule. L'université est peuplée de maîtres aussi sots que partiaux, fourbes et corrompus ; pédagogues pétrifiés dans leurs certitudes, incapables de la moindre fraîcheur, dénués d'intelligence critique, ils s'adonnent à des plaisirs sadiques, tels que les châtiments corporels dont ils sont friands. L'armée est représentée par de grands militaires dont la principale préoccupation est de courtiser l'aristocratie dont ils sont les laquais, et peuplée de coquins, d'escrocs et d'imbéciles qui hantent les régiments de Sa Majesté sans le moindre souci de la défense du royaume. Quant à l'Église, elle se voit violemment brocardée : la fonction sacerdotale est tournée en ridicule, les prélats sont dépeints sous les traits de sots pédants aux façons cauteleuses, l'institution apparaît servile et complice de tractations frauduleuses scellées au nom du Seigneur. Les hommes de lettres, dont Thackeray fait partie, ne sont pas épargnés, bien au contraire : l'état-major de la Pall Mall Gazette est accusé de monopoliser le prestige de la plume, puisque se trouvent dans la ville des milliers de gens qui n'écrivent jamais de livres et sont aussi intelligents et capables que ces tyranneaux du bon goût littéraire, description au vitriol qui a attiré les foudres de l'Examiner.
Il y a là une galerie de portraits au grotesque révoltant, attaques systématiques qui ont valu à Thackeray de virulentes critiques. Ruskin déclare que « son œuvre distille le poison », et George Saintsbury a entendu dire : « Ce livre est abominable » ; Thackeray est accusé de ne pas comprendre la majesté de certaines fonctions et de certains actes, d'être le contempteur de tout ce qui s'élève au-dessus de l'ordinaire, de détester la supériorité et la grandeur, de se faire l'apôtre de la médiocrité et même de pratiquer l'évangile de la mesquinerie. Sir Charles Wibley déclare que l'ouvrage témoigne d'un manque total du sens de l'humour et « révèle une incapacité à comprendre les choses qu'il est difficile de pardonner ». Walter Jerrold (1865–1929) attaque même Thackeray, mort depuis longtemps, dans une lettre au deuxième degré à Punch signée Slaverly Fitz-Toady (toad : « crapaud »).

#### Le peuple des laquais

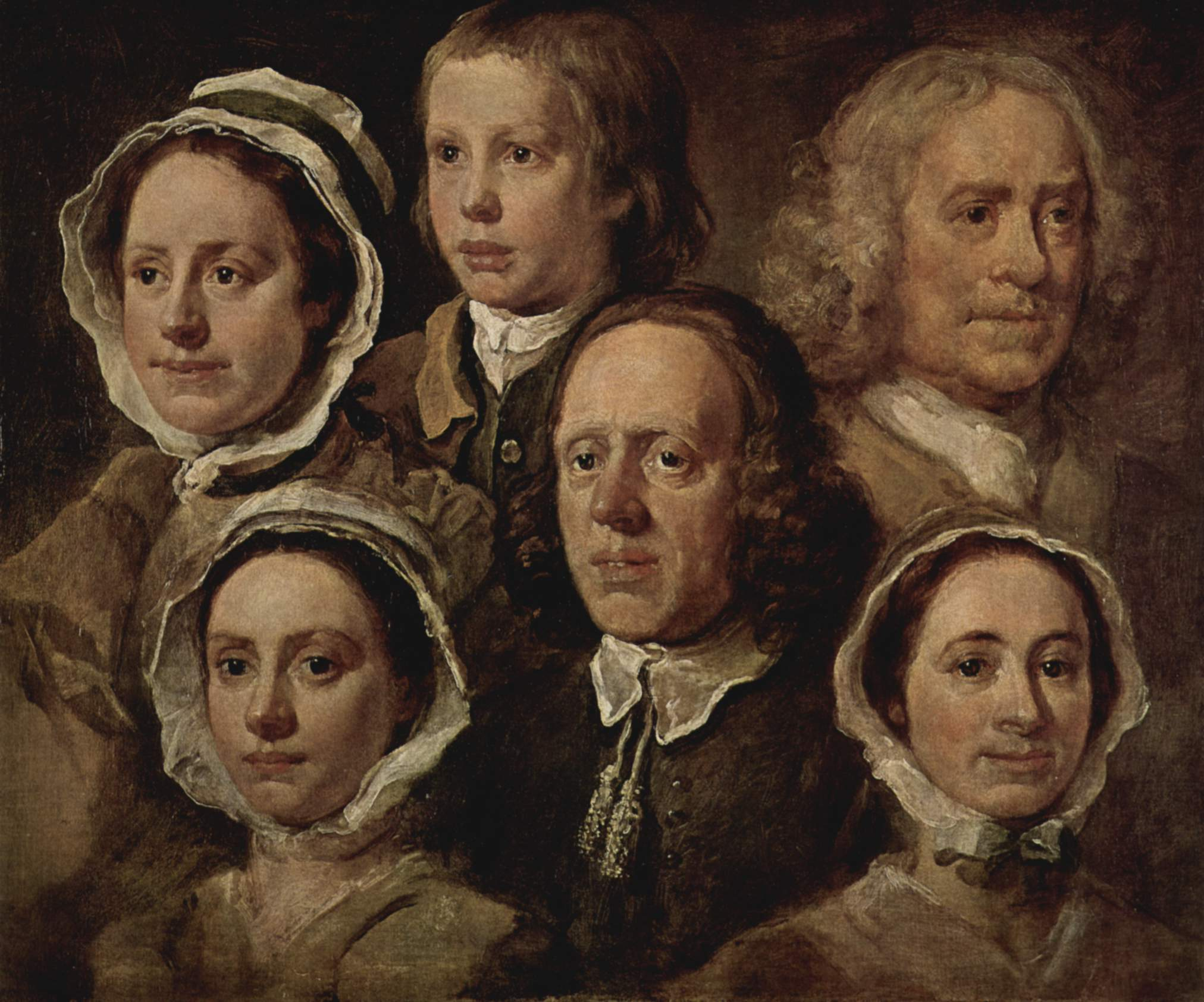
William Hogarth, ses domestiques vers 1750, par lui-même.

Thackeray s'est déjà intéressé à ce « peuple », en particulier dans les Memoirs of Mr C. J. Yellowplush et le Diary of C. Jeames de la Pluche. Dans Le Livre des snobs, il est représenté par quelques personnages ayant en commun d'être tous victimes de leurs employeurs ; ce sont Raggles, Fanny Bolton, Miss Briggs. Leurs noms, d'apparence simple, sont en réalité des composites, ou alors, par leur simple sonorité, évoquent un type humain particulier. Ainsi, Raggle recèle les mots rag (« guenille ») et haggle (« marchander, chicaner » avec acharnement) ; Fanny Bolton (bolt veut dire « se précipiter », « partir comme une flèche ») se retrouve dans Pendennis sous les traits d'une jeune fille aussi jolie qu'ignorante, et Miss Briggs, dont le nom évoque prig (pimbêche) figurera dans Vanity Fair.
Andrew Sanders a écrit dans son histoire de la littérature anglaise que, d'un point de vue satirique, « Le Livre des snobs couvrait les classes supérieure et moyenne » ; c'est oublier le peuple et surtout les laquais (flunkeys) auxquels Thackeray s'est tout particulièrement intéressé et dont les mœurs semblent le fasciner jusqu'à la prédilection. À leur propos, il se livre à un jeu d'écriture ironique : dans un premier temps, il en parle comme s'il était l'un d'entre eux et entretenait à leur égard une sympathie nourrie de l'espoir qu'une nouvelle énergie sociale puisse venir d'en bas ; puis, changeant de bord, il dresse son constat : hélas, eux aussi sont des snobs, comme tout un chacun, et de la pire espèce, vantards, envieux et haineux. Le sous-sol ne diffère pas de l'étage, ni l'office du salon : les habitants s'y ressemblent et il n'est plus possible de distinguer quel niveau singe l'autre. Comme l'écrit Las Vergnas, en définitive, « [Thackeray] n'a point fait son drapeau d'un morceau de tablier ».
Dans cette galerie, rien ne laisse entrevoir la lumière. Pas une strate de la société, pas un individu n'échappe à l'acuité du « snobographe » ; celui qu'il a gardé pour la fin, couronnant l'ensemble, le « snob colossal », en quelque sorte l'Arrias anglais du XIXe siècle, emporté par sa béate admiration du barde jamais lu, réclame une pension… pour Shakespeare.
L'inventaire anglais étant terminé, « le snob d'Angleterre vous dit adieu ». Thackeray passe donc la Manche et se rend à l'étranger.

### Sociétés étrangères

#### Quelques échos de voyage
Dans la mesure où il reprend certaines descriptions déjà parues dans ses ouvrages précédents, The Paris Sketch Book (1840), The Irish Sketch Book (1843), le Journey from Corhhill to Grand Cairo (1846), Le Livre des snobs se fait l'écho des voyages de son auteur. Dès le chapitre III, apparaît Le Caire et la terre de Gessen, avec son redoutable bandit Abou Gosh ; la Turquie est évoquée avec Bujouk-Déré, faubourg de Constantinople ; la ville de « Kabobanopole» masque discrètement Andrinople où a été signé un traité turco-russe en 1829. Le continent européen est surtout présent par Paris (dont l'hôtel Meurice est mentionné), mais aussi Ostende, Naples, Rome, Kissingen, Karlsruhe.

#### La France privilégiée mais non épargnée

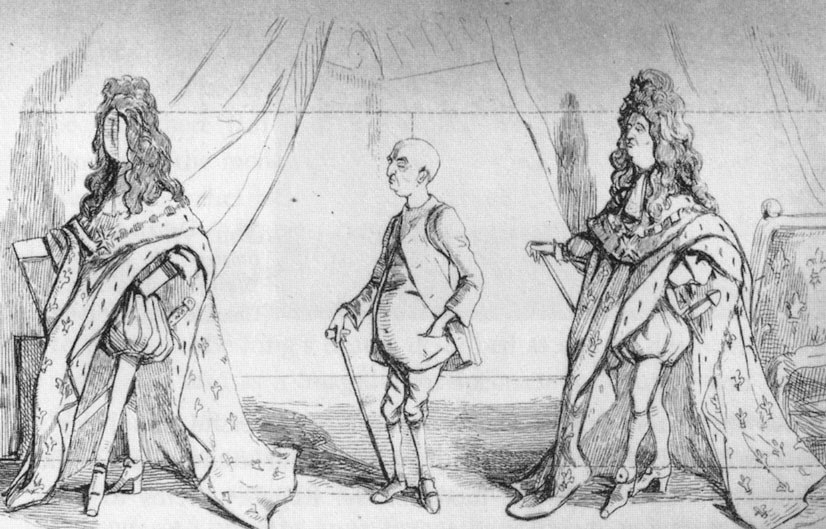
« Qui fait le Roi ? », par W. M. Thackeray, The Paris Sketch Book (1840).

Dans le Livre des snobs, l'étranger est avant tout représenté par la France, où Thackeray a vécu et travaillé, où résident d'abord sa mère et son beau-père, où l'une de ses filles s'installe à l'âge adulte, où, enfin, son épouse malade est longtemps soignée. À Paris, il a toujours éprouvé une prédilection pour l'esthétique de la ville, pour le milieu artistique et la fureur des idées.
Mais ses faveurs s'arrêtent là. Comme l'écrit Fabrice Bensimon, « un peu comme Dickens (auquel il était lié), on peut dire que, tout à la fois, il aimait la France et détestait les Français ». Aussi son analyse se fonde-t-elle sur un postulat fondamental : comme les Anglais, les Français sont des snobs par essence, quoique différemment. Ils se caractérisent par leur légèreté, leur forfanterie et leur chauvinisme. Dans sa description des funérailles de Napoléon (The Funeral of Napoleon), il écrit : « De vrais sentiments, ils en ont, mais les déforment par leurs excès, et le véritable courage, leur forfanterie le rend grotesque ». L'un des Français qu'il y dépeint a pour nom Cabasse, et c'est un personnage mirobolant. Son style ampoulé et ostentatoire est rendu par le verbe gasconate (« gasconner ») que Thackeray a forgé de toutes pièces. Il parle aussi de cameleonism, et figure en bonne place le Marquis de Carabas qui vend les diamants de sa femme pour les remplacer par du toc. Cette veine satirique outrée n'est pas nouvelle ; déjà, dans sa « Deuxième conférence sur les Beaux-Arts », il se réfère au « citoyen Brutus Napoléon Bricabrac, réfugié d'avril, blessé de juin, décoré de juillet », et écrit cette phrase devenue célèbre outre-Manche : « Un Français a besoin de sa révolution ».
Sa satire se concentre sur le humbug, le charlatanisme, qui, écrit-il, n'est autre qu'une aptitude poussée au plus haut degré à se duper soi-même à l'aide de cérémonies et de formules sonores, des « feuilles de figuier » (fig leaves), allusion au vêtement minimum traditionnellement attribué à Adam : « L'histoire s'écrit sur les feuilles de figuier ; il y a 4 000 ans un très célèbre arbre a été planté, c'est l'arbre du humbug », arbre, en effet, bien enraciné dans le pays de France. De plus, les Français sont portés à la haine : dans le Paris Sketchbook, Thackeray souligne qu'ils « nous détestent et il n'y a jamais eu plus pure blague au monde que l'Alliance française ». Ici, Thackeray fait allusion aux efforts de Louis-Philippe pour réaliser de 1840 à 1848 une manière d'entente cordiale, préconisant même l'apprentissage de la langue anglaise en France, ce qui impressionne beaucoup Hugo. Au fond, analyse Thackeray, les Français sont ce qu'ils sont par orgueil militaire : ils ne supportent pas la domination britannique et n'admettent pas « de devoir être battus ».

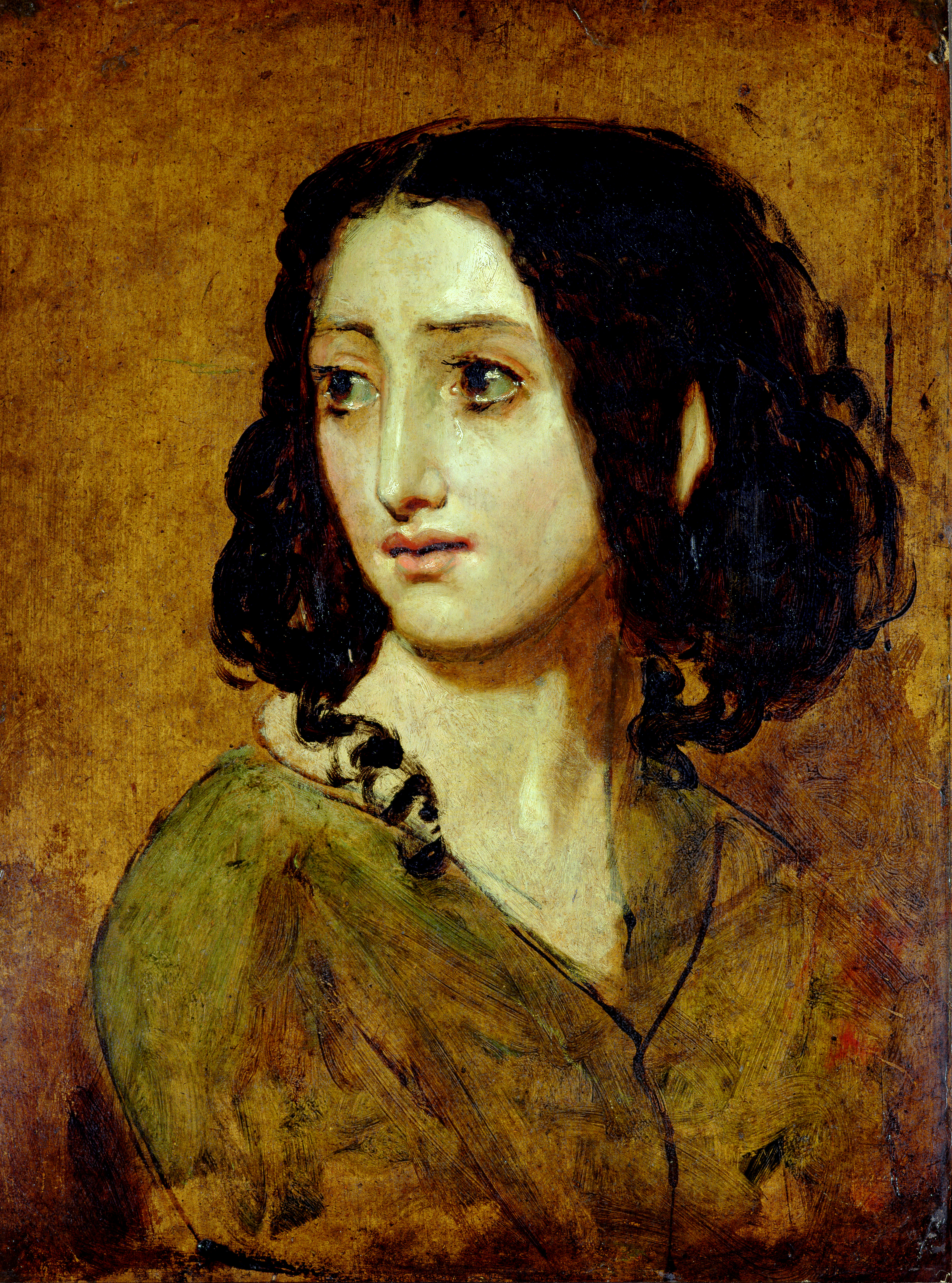
La belle Rachel, qui, selon Thackeray, essaie de renouveler le genre de la tragédie, par William Etty en 1840.

En fait, la légendaire gaieté française s'apparente à l'immoralité, si bien que le snobisme français n'est pas tant le résultat de rapports sociaux que d'un atavisme national. En cela, Thackeray partage le préjugé séculaire qu'entretient la conscience collective de son pays : le vice est inhérent à la nation française qui professe le mépris du sérieux. Chez elle triomphe le trompe-l'œil (make-believe). Par exemple, la Révolution française n'a été qu'une caricature de la liberté, l'Empire une mascarade de la gloire. De plus, la débauche est chez eux portée à la hauteur d'une institution et, partout, à chaque échelon social, l'impudeur n'a d'égale que la vantardise. Même la littérature est atteinte, non pas tant par le snobisme, il est vrai, que par la décadence : en sont pour preuve des écrivains tels que Balzac ou encore Dumas qui corrompent par leurs sujets et leur style la grande tradition classique (« Quelles horreurs Balzac et Dumas ne nous ont-ils pas assénées ! »), qu'a si éminemment incarnée Racine. Déjà, dans son Paris Sketchbook, après avoir vu Rachel sur scène, avec une ironie désabusée, il s'était écrié : « La belle Rachel s'est efforcée de renouveler le genre et d'exhumer Racine ; ne t'inquiète pas, cependant, Racine ne reviendra jamais à la vie et ne fera plus pleurer les foules comme jadis ».
Ainsi, l'attitude de Thackeray à l'égard de la France ne se différencie pas de celle de ses compatriotes victoriens dont il dénonce pourtant les travers avec tant de virulence. Il y a là une forme de contradiction : alors qu'il prêche la tolérance, le voici pris en défaut de tolérance, alors qu'il accuse la stupidité, le voilà victime de stupides préjugés nationaux.
Pour des raisons différentes, les sociétés anglaise et française font donc l'objet d'une critique implacable, critique en parti pris se manifestant surtout par la phobie des castes, la raillerie systématique des ordres, l'impuissance à saisir les arcanes d'une mentalité étrangère. Mais parce qu'il critique tout, Thackeray limite du même coup la portée de son attaque. En outre, loin d'exprimer le souhait d'un renversement de l'ordre établi, il privilégie son maintien. Il n'offre pas de doctrine, mais un simple message : ce n'est pas l'ordre social qu'il convient de changer, mais l'ordre moral des consciences individuelles.
Telle est sa position, celle d'un humaniste qui, à son cœur défendant mais jubilatoire, donne une leçon édifiante. Après avoir terminé son The Snobs of England, il écrit à Marc Lemon, l'éditeur de Punch : « Il y a quelques années, je me serais gaussé de l'idée que je pusse m'installer en maître d'école, […] mais depuis j'ai appris à croire en cette occupation et en bien d'autres choses. Notre profession semble devoir être aussi sérieuse que celle du Pasteur ».

### Une réception très réservée
Vis-à-vis du Livre des snobs, la critique anglaise s'est montrée presque unanimement réservée. L'ouvrage a paru outrancier, au-delà des limites de la bienséance sociale. Voilà un homme qui a le front de s'attaquer à tout ce qui est vénérable : même le fidèle Trollope y perd son latin, surtout lorsque le système féodal de l'Université est taillé en pièces ; et dénigrer ainsi « le premier gentilhomme de l'Europe » ? Comment ne voit-il pas que le génie de l'Angleterre consiste justement à maintenir intact le prestige de son aristocratie ? Ne sait-il pas que le snobisme, au contraire, est l'une des vertus cardinales de cette nation ? son premier élément stabilisateur ? Yates déclare qu'il y a là un « manque d'usages impardonnable et qu'il (Thackeray) passe les bornes », surtout lorsqu'il s'en prend à de paisibles citoyens qui n'en peuvent mais, par exemple quelques respectables membres du Garrick Club, Mr Stephen Price (devenu le capitaine Shindy) ou Mr Wyndham Smith (reproduit par l'un des « bois » du chapitre concerné) pour ne pas les nommer, si reconnaissables sous leurs accoutrements respectifs de « snob militaire » et de « snob sportif ». Même Saintsbury, souvent enthousiaste pourtant, reste ici de glace : « Le Livre, écrit-il, est rempli de fautes de tact et de goût ».

## La satire
Le Livre des snobs est essentiellement satirique : d'abord publié dans un magazine se réclamant uniquement de cette veine, Punch, il est résolument situé dans la lignée des grandes œuvres l'ayant exploitée au cours des temps. Thackeray, en effet, se réclame de Horace (-65/-8), Juvénal (ca 45 ou 65-123), Dryden (1631-1700), Pope (1688-1744), Swift (1667-1745), Addison (1672-1719) et Steele (1672-1729), ou encore Hogarth (1697-1764).

### Thackeray prédestiné?

#### Une éducation à la dure

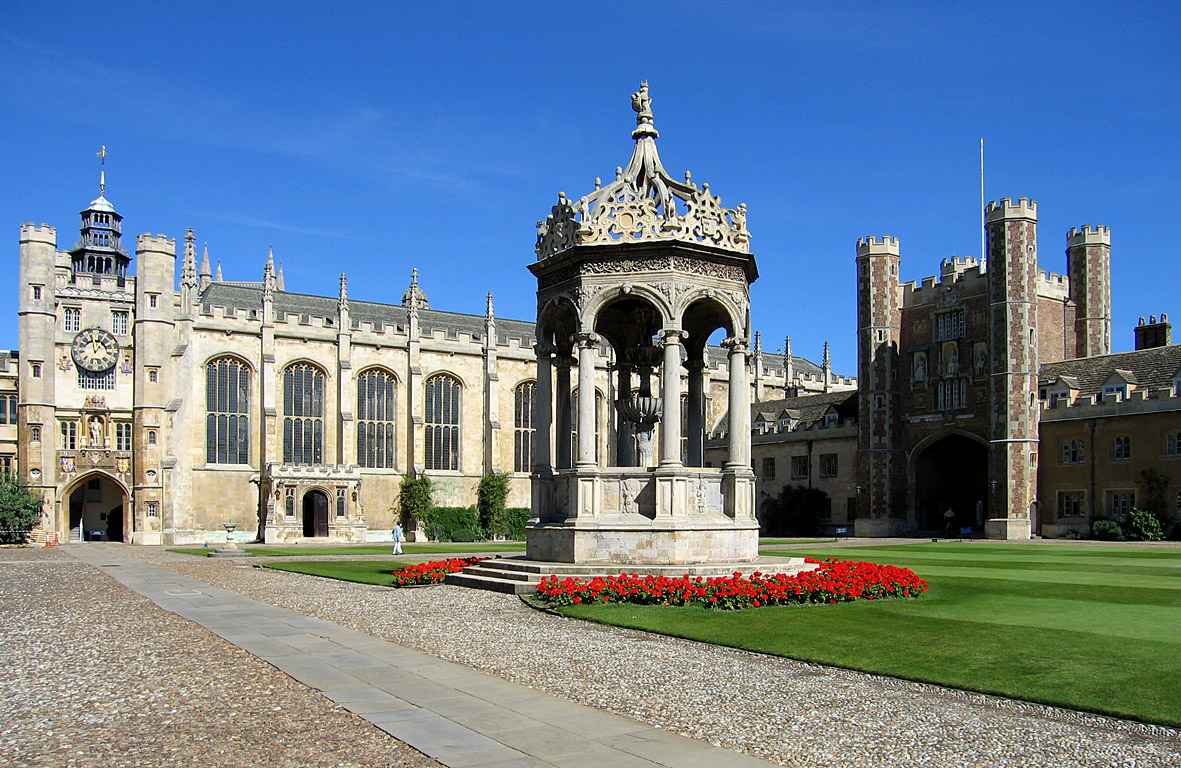
Trinity College où W. M. Thackeray a fait quelques études et, surtout, édité Snob.

Thackeray semble avoir été prédestiné, par la conjonction d'événements personnels et extérieurs, par la rencontre de sa vie et de l'histoire, à cultiver l'art de la satire. Il est né à Calcutta où, très jeune, il a été sensibilisé à la notion de castes, en particulier à l'existence des intouchables. Il a ensuite fréquenté une prep school à Southampton, puis une autre à Chiswick, et une public school, Charterhouse, située dans les faubourgs de Smithfield à Godalming dans le Surrey. L'idéal de la Public School est de faire « un bon chrétien gentleman et musclé » d'un individu, considéré au départ, et à l'encontre de Rousseau, comme un pécheur duquel « [l]e mal doit être extirpé à coups de verge » (« Evil must be flogged out of them ») ; le jeune Thackeray y a connu la brutalité des anciens, les châtiments corporels, la pratique du fagging, véritable domesticité due par les nouveaux envers un ou plusieurs anciens. Cette hiérarchie, souvent brutale, imposée par la tradition lui a été cruelle et a accentué en lui sa haine des inégalités (encore que, dans son roman The Newcomes, sa sentimentalité s'attarde jusqu'aux pleurs sur le souvenir de Charterhouse).
À Trinity College, malgré l'apparent conformisme de son comportement et sa fréquentation d'esprits en vogue (Tennyson, par exemple), comme Browning en son jeune âge, il s'est pris d'adulation pour le poète romantique Shelley dont il admire la fronde contre l'ordre social établi et la franche ouverture d'esprit ; le poème en douze chants The Revolt of Islam que Shelley a composé en 1817, attire tout particulièrement son attention : il s'agit d'une révolution fictive contre le sultan ottoman que Shelley décrit lui-même dans une lettre du 13 octobre 1817 comme célébrant un esprit de liberté « pouvant s'appliquer à n'importe quelle nation européenne ». Enfin, Thackeray a toujours voyagé et a appris à connaître d'autres modes de vie que celui de l'Angleterre, en particulier ceux de l'Allemagne et surtout de la France qui lui a fait découvrir les Beaux-arts de la capitale et lui a donné l'horreur des béotiens.

#### Des déboires personnels
Thackeray a fait l'expérience de la pauvreté : les 17 000 £ qu'il a héritées de son oncle en 1831 l'ont rendu riche, mais, en 1834, plumé au jeu par des escrocs et victime de placements désastreux dans une banque indienne, il n'a plus un sou. Cette déconvenue, qui l'a réduit à devenir un penny-a-liner (pigiste payé un penny la ligne), lui a révélé l'univers de la malhonnêteté et a scellé le catalogue de ses illusions perdues. Pour autant, c'est surtout son malheur conjugal qui l'a marqué par une triple aliénation : il a épousé le 20 août 1836, à l'ambassade britannique en France, Isabella Gethin Creag Shawe (1816–1893), de Doneraile, dans le comté de Cork, fille d'un colonel irlandais sans fortune rencontrée à Paris, vite devenue en Angleterre victime du préjugé national qui stigmatise les Irlandais en Grande-Bretagne, et que la maladie dépressive, consécutive à une troisième grossesse difficile et jamais surmontée, confine en 1844 dans un asile parisien pour le restant de ses jours (elle survit à Thackeray pendant trente ans).

#### Une complaisance de mauvais aloi

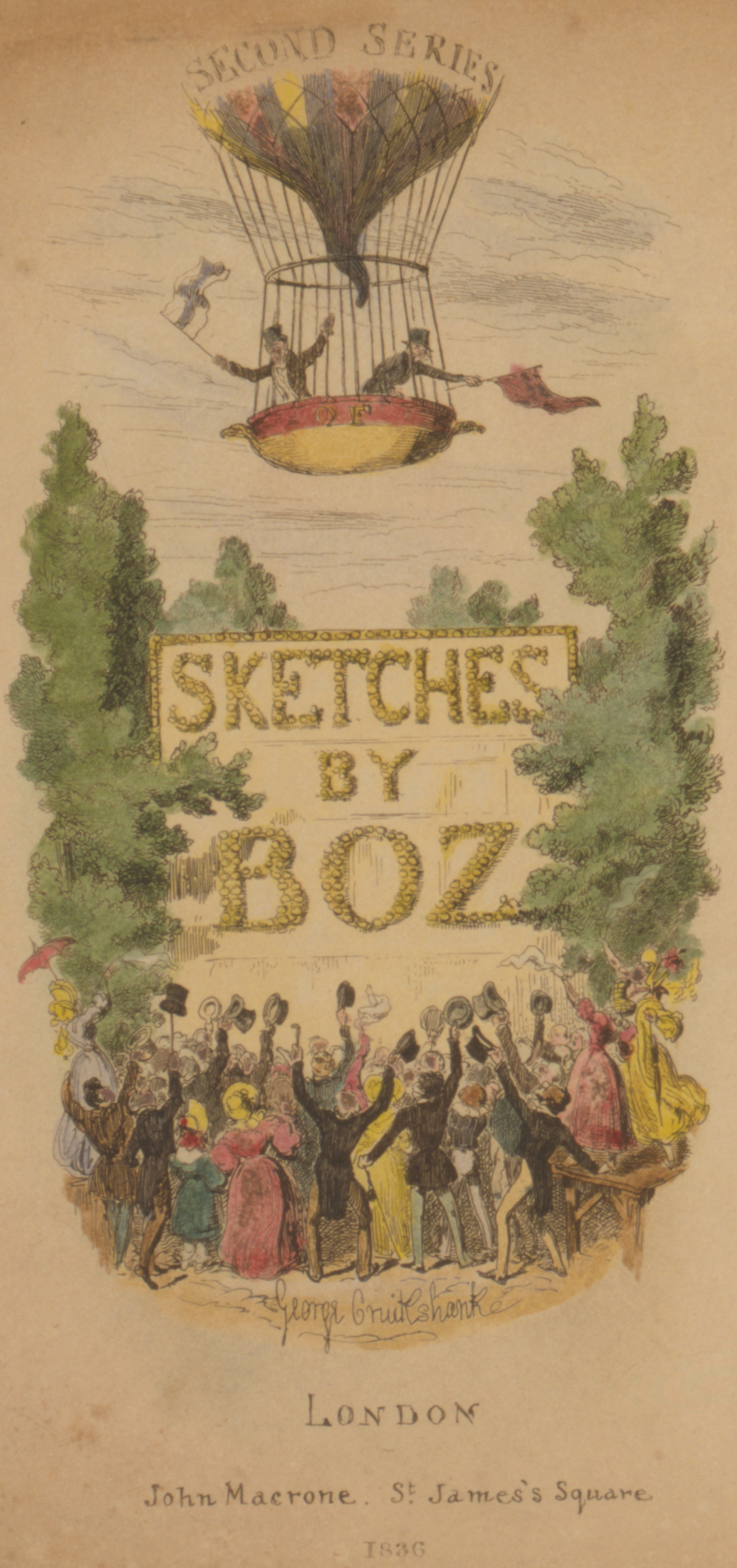
Sketches by Boz, 2e série, illustration G. Cruikshank, 1836.

Thackeray a pris conscience que l'égalité sociale n'existe pas et que toutes les classes se complaisent dans cet ordre des choses. Le riche ne tient aucun compte du pauvre et ce dernier, loin de se révolter, essaie désespérément de paraître moins pauvre, se vouant à un snobisme des apparences, que Thackeray appelle shabby-genteel, expression formée de deux adjectifs : shabby (miteux) et genteel (élégant, distingué), Shabby-genteel caractérisant une forme de distinction sans moyens, au-dessus des possibilités de ceux qui la pratiquent. Ce thème, déjà abordé par Dickens dans « Shabby-Genteel People », chapitre X des Sketches by Boz de 1836, lui donne l'occasion de longs développements, sans doute rédigés vers 1840 et publiés en 1856 dans ses Miscellanies, sous le titre de A Shabby-Genteel Story.
À cela s'ajoute le phénomène paradoxal de la servilité ambiante servant l'ambition du succès, cette microthylothymia que La Bruyère avait appelé « la sotte vanité », attitude analysée par Harold Nicolson comme étant « le désir vulgaire d'être remarqué ». Du haut en bas de l'échelle, il découvre que les humains ont tous une « mentalité de larbin », ce qui le conduit à penser que le problème est d'ordre moral plutôt que social.

### Les événements de l'histoire

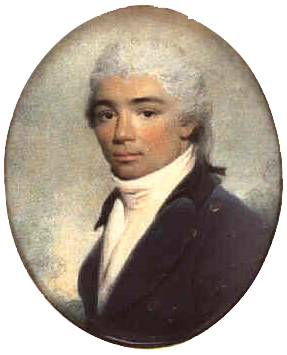
Gentleman en habit bleu, aux cheveux poudrés, (vers 1800).

Ayant vécu à Paris et malgré sa satire des Français, Thackeray ne partage pas complètement l'opinion très défavorable prévalant dans son pays au sujet de la Révolution française. S'il la critique au nom de la liberté (voir Société étrangère : La France), après avoir beaucoup réfléchi et en contradiction totale avec les chantres de l'Époque victorienne, en particulier Carlyle qui prêche le culte du héros, ce qu'il refuse avec obstination, il s'est progressivement acquis au sans-culottisme. En fait, il voit dans 1789 le germe de l'anéantissement de l'aristocratie. Le Livre des snobs commence par le snob royal, coup délibéré porté à la notion de majesté. De plus, les événements révolutionnaires de 1830, puis de 1848 en France, loin de susciter en lui de la crainte, lui paraissent salutaires, puisqu'ils nivellent un peu plus les classes sociales fondées sur la supériorité du sang. Thackeray, en effet, croit que l'aristocratie n'a pas le privilège de la noblesse et qu'a sonné le crépuscule des barons. Aussi, son anti-snobisme est-il à la fois politique et social : il lutte contre les privilèges avec un parti pris d'iconoclastie et pense que nobleman ne rime pas nécessairement avec gentleman, constatation que reprend Dickens en 1860 dans Les Grandes Espérances où il fait dire exactement la même chose à Herbert Pocket. Il dénonce les vices de l'homme à la manière de La Bruyère, brossant un portrait qui fonctionne comme une allégorie. Cependant, à la différence de La Bruyère qui proclame : « Tout est dit et l'on vient trop tard depuis sept mille ans qu'il y a des hommes et qui pensent. Sur ce qui concernent [sic] les mœurs, le plus beau et le meilleur est enlevé ; l'on ne fait que glaner après les anciens et les habiles d'entre les modernes. », Thackeray, lui, croit au progrès moral de l'humanité et, par voie de conséquence, à l'évolution favorable de la société.
Cette analyse n'est cependant pas partagée par Isabelle Jan qui, de façon assez surprenante, ne détecte pas dans Le Livre des snobs le moindre éclair d'optimisme. Pour elle, note-t-elle à la fin de son introduction à l'édition en français de 1990, « le spectacle du monde est, au sens propre, dur à avaler. C'est une boule fétide qu'on nous enfonce dans la gorge et qu'on nous oblige à déglutir comme une communion infâme […] affreuse soumission à l'hypocrisie ». Thackeray, pense-t-elle, allait offrir un régal, apporter le sourire, amuser avec sa verve. Or, conclut-elle, « Le Livre des snobs est […] l'un des premiers livres du dégoût ». En cela, elle semble se rapprocher de la thèse de Jacqueline Fromonot qui, s'appuyant, il est vrai, sur Mémoires de Barry Lyndon et La Foire aux vanités plus que sur Le Livre des snobs, a étudié les ouvrages de Thackeray à partir de la notion d’« horizon d’attente », en particulier ce qu'elle appelle « la relation de déférence créée par le narrateur et escomptée par le lecteur, de la satisfaction duquel dépendent, à l’époque, les ventes de chaque épisode de romans publiés sous forme de feuilletons ». Elle explique que « [.…] le narrateur thackerayen promet […] véridicité, exhaustivité si nécessaire, pertinence et clarté dans la démarche, selon un pacte de lecture tacite […]. Or, [existe] la volonté de remettre en cause et de décevoir le lecteur, tant au niveau des thématiques abordées […] qu’en termes de conduite du récit […]. Un horizon d’attente est ainsi créé mais aussitôt déçu, dispositif propre à fragiliser, voire à heurter le lecteur […] La démarche thackerayenne n’est pas sans évoquer aujourd’hui la figure du décept […] ». Thackeray lui-même en avertit le lecteur : dans la dernière page du chapitre I, il écrit : « Le Snobisme est comme la mort […] qui, d'un pied impartial, cogne à la porte des pauvres et frappe à la grille des empereurs ». D'ailleurs, Isabelle Jan elle-même le reconnaît : « Dès le début, écrit-elle, nous sommes avertis et aurions tort de ne pas nous arrêter à cet avertissement ».

### Conception de la satire

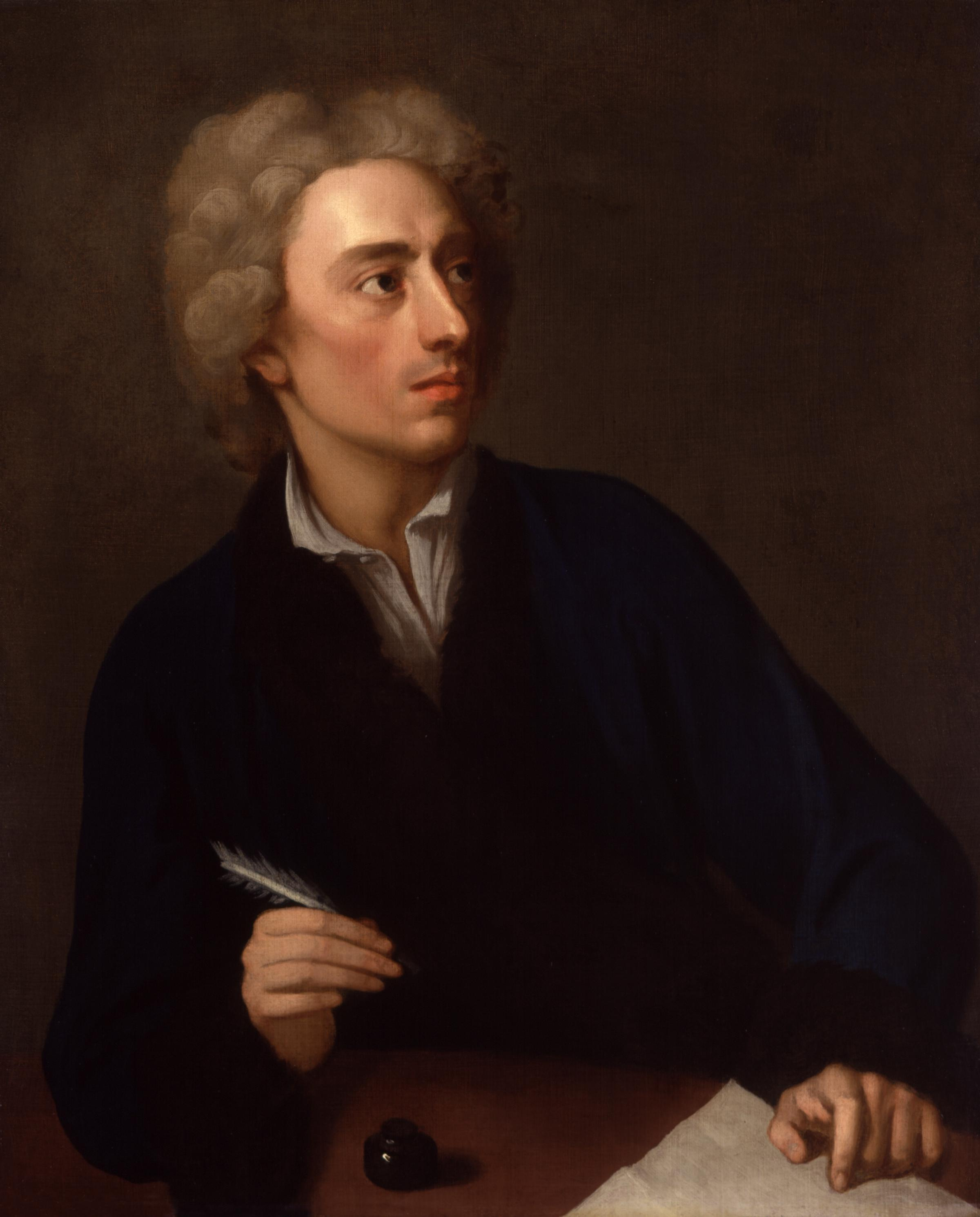
Alexander Pope vers 1727, par Michael Dahl.

Thackeray est un satiriste d'expérience qui a beaucoup lu, beaucoup retenu et beaucoup pastiché. Il admire ses prédécesseurs en la matière, plus particulièrement Alexander Pope dont il écrit qu'il est « le plus grand artiste littéraire que l'Angleterre ait connu ». Pour autant, lorsque, par exemple à propos du snobisme des gens de lettres (« the literary snobs »), il fait appel au ton de l'éloge pour mieux dénoncer, il se situe à l'opposé de Pope qui, dans La Dunciade ou « Guerre des sots » (The Dunciad en anglais), aurait « déconsidéré la profession en adoptant la manière de l'Opéra de Grub Street ». Cette expression renvoie au Grub Street Opera, pièce moralisante de Fielding (1755, posthume, mais déjà joué au théâtre du Haymarket à Londres), écrite pour être lue et non pour la scène, dans laquelle les auteurs « ineptes » sont vilipendés. Certes, il entend se situer dans la lignée mordante ainsi tracée, mais avec modération, car selon lui, la satire seule est un jeu vain, puisqu'elle ne se justifie vraiment qu'associée à des fins morales. Il ne suffit pas de démolir, il faut construire. D'où son idée d'une satire ordonnée et mesurée, ce qu'il appelle « honest satire », dénuée de « coup bas » (« no foul blow ») (p.  452), impliquant la maîtrise des indignations et du rire, même (et surtout) « his broadest grin » (son plus bel éclat [de rire]).
Sa technique, qu'il dit minutieuse, se fonde sur « l'art de l'effet », celui, d'abord, de l'élimination, la satire ne disant que la vérité mais pas toute la vérité. Elle brosse le portrait et efface ce qui l'explique, s'efforçant d'aller à l'essentiel. Le satiriste ne fait pas de psychologie, son découpage ne livre que des silhouettes, une ossature et une articulation. C'est l'art de l'accidentel, de la vérité schématique que décèle une clairvoyance mortelle, et tracée avec un minimum de traits, d'où une enquête minutieuse sur les personnes et les mœurs : « […] la satire fait partie de l'art du détective. Elle éclaire le voyou comme la lampe du policier ». Son trait final, précise Las Vergnas, est « supérieur » ; en témoignent des saillies telles que « Were it the Morning Herald itself » (« Fût-ce le Morning Herald en personne ») (p. 70) ou encore, comble de la sobriété féroce, « Why, the dining-room won't hold Mrs Goldmore » (« Eh bien, la salle à manger ne contiendra pas madame Plein aux As ») (p. 199).

### Le résultat

#### Influence du milieu littéraire choisi
Punch, à ses débuts (le magazine a été fondé le 17 juillet 1841) simple journal qui cherche sa formule, entend se créer un public et, pour ce faire, s'adresse aux classes moyennes, aux gens du « juste-milieu ». Cette cible oblige à un certain style, aisément reconnaissable, et un ton lui aussi culturellement marqué. Lorsque le journal devient une revue hebdomadaire, il concentre ses sujets sur l'actualité, les événements du monde, ce paysage contemporain dont ses lecteurs parlent tous les jours. D'autre part, sa formule et son format obligent à la condensation et la concision : les articles sont exempts de longueurs, leur causticité n'en devenant que plus acérée. Enfin, il est tenu à la variété, celle qui relance sans cesse l'intérêt, évite la lassitude et aiguise la curiosité. D'ailleurs, il reçoit un abondant courrier (auquel Thackeray fait allusion dans Le LIvre des snobs) dont il sait tenir compte pour infléchir, si besoin, sa ligne éditoriale. Le satiriste doit donc être préparé à écrire n'importe quel papier, et sous n'importe quelle forme, l'interview, le reportage, le tableau, l'article, voire, s'il en a le talent (et Thackeray le possède), la caricature du dessin.

#### L'arme de l'ironie

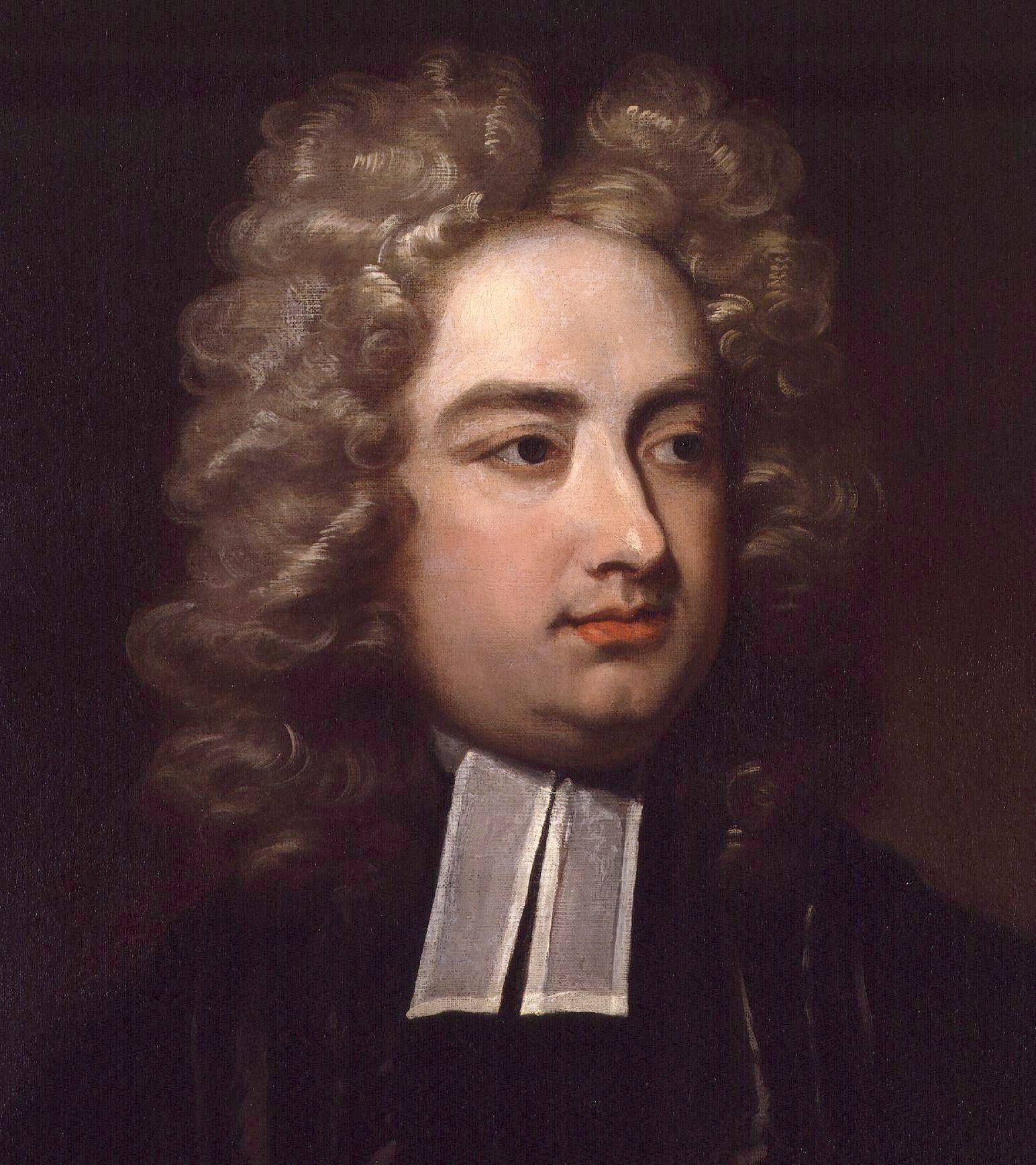
Jonathan Swift par Charles Jervas.

Quelles que soient les formes qu'elle prend, l'Ironie s'attache à découvrir le vrai sous le faux, la réalité sous l'apparence. Dans Le Livre des snobs prévaut l'humour, qui n'exclut pas le mordant, cette attitude impliquant la sympathie et même la connivence, puisque, parmi les snobs, Thackeray se déclare d'emblée « l'un d'entre eux ». Aussi, à quelques exceptions près, s'arrête-t-il au bord de la méchanceté ; à ce titre, il fait preuve d'un sens de la mesure que n'ont pas toujours observé ses prédécesseurs, Swift par exemple, qui, dans A Modest Proposal (« Une humble proposition »), prend l'enfance en otage pour prétendument apporter des remèdes à la famine endémique qui ravage l'Irlande. Ainsi, il ne nomme jamais ses victimes, encore que certaines clés soient évidentes pour le public averti de son temps ; et prédomine le ton primesautier, par exemple dans la description de Mrs Witt au piano. C'est ce que Voltaire avait appelé « une sauce piquante et gaie ».

#### La satire prédicante

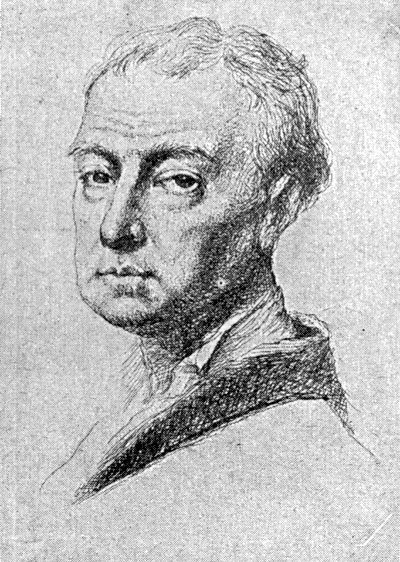
Samuel Richardson.

Thackeray oublie parfois qu'il est satiriste et son ton se fait presque religieux (Andrew Sanders qualifie ce style de parsonic [digne d'un pasteur] et pense que Thackeray en a particulièrement fait usage dans ses derniers romans) ; alors, au lieu de critiquer, il vante des mérites et si l'idée satirique demeure, l'art de l'ironie disparaît. Le disciple de Fielding semble se tourner vers Richardson, voire Goldsmith qu'il a pourtant condamnés ailleurs, et s'abandonner au prêchi-prêcha, le rire devant céder la place aux larmes. Comme l'écrit E. G. Sutcliffe, le « romantisme qu'il portait en lui et que réprimait l'acuité de sa vision sociale s'est libéré par le sentiment et le didactisme qui bizarrement colorent sa satire ».
Aussi, de cette satire, le lecteur moderne garde-t-il une impression mélangée. Il peut savoir gré à Thackeray de son enjouement et de ses qualités d'amuseur, admirer son courage et sa lucidité, l'acuité de son regard sur les maux qui affligent la société des hommes. Pourtant, il risque aussi d'être choqué par certaines fautes de goût, les calembours douteux,, les excès de tournures populaires, la fréquence des accumulations, les lourdes antithèses cocasses (par exemple, lorsqu'il parle d'un « acte atroce » commis devant lui, à savoir « l'emploi de la fourchette en guise de cure-dent »), ou encore du « vif chagrin » que lui cause l'attitude en public d'« un homme de grand talent, au cœur excellent et d'un savoir étendu […] devant un plat de petits-pois », ce qui le conduit « à rompre avec lui », si bien que le soir même, au bal de la duchesse de Monte Fiasco, « nous nous rencontrâmes et fîmes semblant de ne pas nous connaître »). Il peut aussi de se lasser d'un zèle qui finit par ne plus ressembler au discernement : Thackeray voit des snobs partout, même là où, manifestement, il n'y en a pas. Sa méthode s'avère également être déroutante, avec de brusques changements de sujet, des passages inopinés du coq à l'âne, la mutation soudaine de la virulence en indulgence.
D'un point de vue satirique, le livre souffre donc d'une certaine dilution. La collection révèle des contradictions, voire certaines incohérences. C'est de la satire qui, fragmentée, s'avère efficace et convaincante, mais qui, une fois les fragments réunis, devient plus sujette à caution. « Il serait donc ridicule de lire Le Livre des snobs comme un roman, ou comme un traité. Notes prises au jour le jour, écrit Isabelle Jan, billet d'humeur, divertissement d'un moment, cette suite de croquis résiste à la reliure ».
À ce sujet, Isabelle Jan souligne le caractère éminemment journalistique de l'ouvrage. Elle évoque « l'obligation de soumettre un texte à la vive clarté du grand jour, et, partant, sa condamnation implicite à l'oubli, ce qui constitue en somme la loi du journal, [qui] servent son projet de rabattre toute pose et de ne laisser s'établir aucune position ».

## Le réalisme
Dans leur section du chapitre « Littérature » de Époque victorienne pour l’Encyclopædia Universalis consacrée au roman, Louis Bonnerot et Roland Marx écrivent que Thackeray « met en pratique un réalisme rival de celui de Dickens, mais visant un autre objectif : la dissection swiftienne du snobisme dans une société dont il accepte la structure ». Ce réalisme, cependant, a fonctionné à merveille, à en juger par le nombre d'individus qui ont cru se reconnaître dans les personnages mis en scène dans Le Livre des snobs, ce à quoi, d'ailleurs, Thackeray lui-même fait allusion au début du chapitre VIII. Il est vrai que, comme l'écrit Las Vergnas, dans la mesure où le phénomène décrit est universel et impérissable, « l'aventure, n'a rien de mystérieux et elle n'a pas fini de se renouveler. Nous sommes tous appelés à croiser demain un capitaine Shindy, un Wiggle, un Mrs Chuff ou un commandant Ponto », et il avance une explication : « Cela tient à ce qu'il n'y a pas seulement dans Le Livre des snobs une méticuleuse observation de la société contemporaine, mais à ce qu'il s'y trouve aussi un sens trop intuitif de la réalité possible pour qu'il n'aille pas spontanément au-devant de l'avenir ». C'est là une remarque qui, sans doute, touche au plus profond de la puissance de ce livre : au-delà de son immense galerie des glaces du snobisme, où chaque snob en reflète un autre qui à son tour, renvoie l'image d'un troisième, il dessine de manière prophétique les contours de la société de demain, avec ses dérives vers le « m'as-tu vu » généralisé sans lequel l'homme n'est rien, l'importance de chacun relevant du nombre de ses amis virtuels et l'égoïsme ambiant étreignant les êtres de façon paroxysmique.

### Limites du réalisme

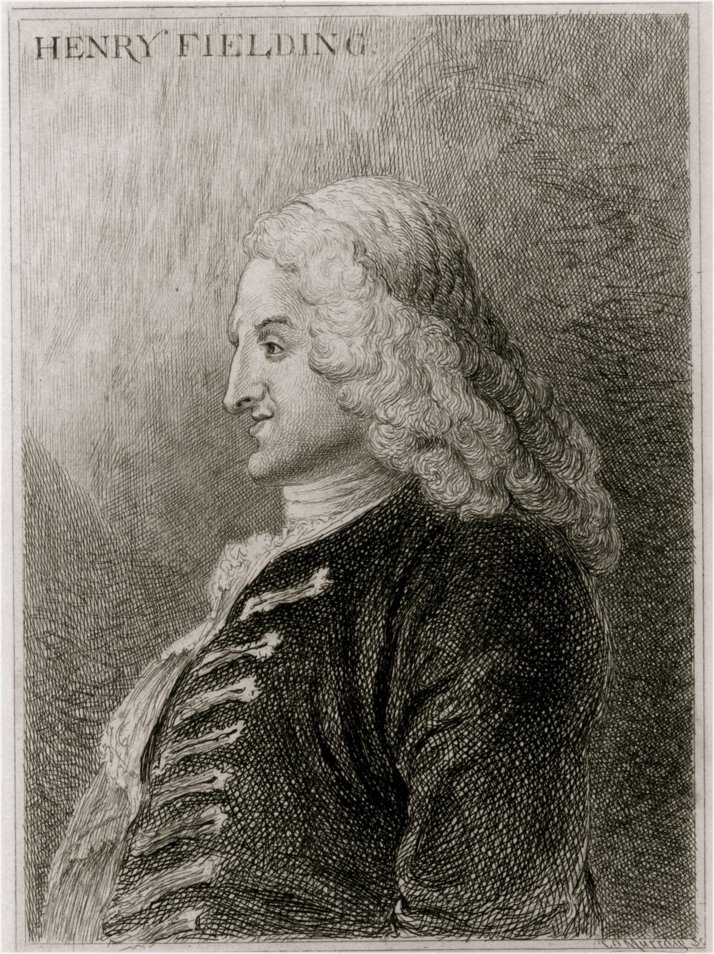
Henry Fielding vers 1743.

Thackeray n'a pas été pris par un courant réaliste dû à son époque ; né avec le goût de l'observation, ayant acquis l'habitude de regarder calmement le spectacle du monde et de faire aussitôt jaillir le concept qui en transcrira l'interprétation, il s'est plutôt tenu à l'écart de la mouvance positiviste préfigurant une civilisation vouée à la technique et, pour lui, sans joie. Son réalisme n'a donc rien à voir avec le progrès scientifique du XIXe siècle. Las Vergnas rapporte que Thackeray lui-même écrit à ce sujet : « Le monde sera bien triste dans quelques centaines d'années, quand l'Imagination sera morte et que la Science impitoyable, qui n'a pas plus d'entrailles qu'une machine à vapeur, l'aura massacrée ».
Pour autant, sa recherche du vrai lui a apporté plus de détresse que de contentement : Thackeray a trouvé la réalité trop sombre et il a, sans doute inconsciemment, cherché refuge et consolation dans une forme de sentimentalisme qu'il a pratiqué tout au long de sa vie, bien qu'il s'en soit défendu, ne serait-ce que par ses lectures des auteurs du XVIIIe, son siècle préféré, toile de fond de certaines de ses œuvres et non des moindres : Les Humoristes anglais du XVIIIe siècle, Mémoires de Barry Lyndon, L'Histoire de Henry Esmond. De plus, le réalisme dont il fait preuve dans ses descriptions et ses portraits est toujours accompagné d'un commentaire, ce qui peut paraître aller à l'encontre d'un réalisme pur. Chez lui, le sermon n'est jamais loin, la description de la réalité ou l'effet de réel suscité se colorant de souhaits, d'aspirations indissociables d'une éthique.
D'autre part, Thackeray n'a pas recherché l'exhaustivité. Il a découpé le réel en provinces exclusives, selon une logique satisfaisant ses goûts et omettant des pans entiers, si bien que la réalité traitée est, en fait, selon l'expression de Raymond Las Vergnas, une « réalité thackerayenne ». La vision qu'il propose est donc partielle (d'après Las Vergnas, elle recouvre 2 à 3 % de la nation, tout en incluant des champs dérisoires : « À côté des maux sociaux véritables, écrit ce critique, que de puérilités ! Ne pas aimer la viande crue serait donc du snobisme ? Et parler du temps qu'il fait ? Et vêtir un habit neuf et se regarder dans la glace ? »). Cette miniature, ajoute Isabelle Jan, témoigne d'une grande maîtrise résidant « dans sa concentration sur ce petit univers qu'il fait semblant de croire (et nous oblige à voir) immense et exhaustif alors qu'il est réduit et circonscrit. Par un habile effet d'optique il laisse entendre que c'est là tout le monde, alors que c'est là tout son monde, […] un microcosme ». Cette vision est également partiale, car Thackeray a tendance à accorder une prépondérance appuyée au vice au détriment de la vertu. Du monde, il n'a retenu que le côté sombre et, dans la nature humaine, il ne s'est intéressé qu'à la noirceur, ce magnétisme du mal qui le caractérise rompant l'équilibre de sa vision. Comme l'écrit avec force Isabelle Jan, « C'est une boule fétide qu'on nous enfonce dans la gorge et qu'on nous oblige à déglutir comme une communion infâme ». « Buk, buk, renchérit l'auteur au chapitre I, c'est très bon ».
Enfin, cette vision reste éminemment pudique, bien en accord avec la tendance pudibonde (cet excès de pudeur) et moralisatrice de son temps. Il s'arrête d'instinct au bord des émotions les plus hautes et se ferme aux grands moments de l'existence. Il est vrai que dans l'Angleterre victorienne, se mettre en avant « ne se fait pas ». De plus, à la différence de son maître à écrire Fielding, le scabreux le paralyse et ce qui touche au sexe, à la débauche, à l'adultère se voit frappé d'interdit. En ce sens, il est tout entier de son siècle : ce qui a amusé le public du XVIIIe siècle ne peut qu'indigner les Victoriens. D'où cette auto-censure permanente qu'il applique d'instinct,, ce qu'Andrew Sanders appelle sa « sexual guardedness » (dont la meilleure approximation en français pourrait être sa « circonspection à l'égard du sexe »).

### Caractéristiques du réalisme

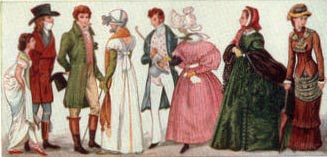
Le snobisme de la mode de 1800, époque des Incroyables et Merveilleuses, à 1900, Époque victorienne.

Thackeray ne s'est nullement intéressé au cadre naturel, qui lui parait être une perte de temps, si bien que cet ouvrage, comme les autres de sa plume, est dépourvu de paysages et de pittoresque. À la différence de Balzac par exemple, il ne croit pas à la détermination des êtres par leur environnement ; ainsi, il néglige la représentation des lieux, ne lie jamais le décor à l'action ou, par symbolisme interposé, au comportement. En ce sens, son réalisme ne doit rien à la nature matérielle des choses.
C'est donc uniquement à la nature humaine que Thackeray s'attache. Son ambition est de peindre les complexités de l'être vivant, de devenir le réaliste de l'âme, le révélateur de l'individu. Sur ce terrain par lui choisi, il fait preuve d'une précision extrême, son attitude relevant des méthodes d'investigation scientifique : il ausculte, établit un diagnostic, puis apporte un remède. D'où le ton parfois pseudo-scientifique du Livre des snobs qui se pose en véritable traité d'anatomie morale, traquant le conventionnel, recherchant la vérité sous les apparences, arrachant les masques de la dissimulation ou de l'hypocrisie, perçant jusqu'au subconscient avilissant. À cela s'ajoute un constant effort de synthèse ; son observation lui livre des traits épars qu'il rassemble sous le dénominateur commun du snobisme, trouvant dans les comportements, les groupes sociaux, sous des habitudes apparemment différentes, les caractéristiques du même mal qui ronge les êtres.
Pour autant, plus que des salons, des clubs ou de la rue, ses modèles semblent surgir principalement de son cerveau. Parti de l'observation directe, il paraît s'être laissé dépasser par son imagination, si bien qu'il en arrive à créer le vrai, voire à inventer un réel. Ses personnages ne sont pas toujours conforme à la réalité et la réalité est volontiers conviée à se conformer aux personnages, l'œuvre n'imitant pas toujours la vie et la vie se mettant souvent à imiter l'œuvre.

### Expression du réalisme

#### Le savoir encyclopédique
Dans Le Livre des snobs, Thackeray émaille le texte de réminiscences littéraires, souvent nichées dans de petits détails : par exemple, l'épithète Bardolphian renvoie au personnage Bardolph de la « Seconde partie » du Henri IV de Shakespeare, ivrogne et matamore, appartenant à la bande de mauvais garçons que dirige Falstaff ; de même, Miss Crusoe vient évidemment du Robinson Crusoe de Defoe, Jane et Barbara de Macbeth, le Beau Tibbs et Miss Skeggs de Goldsmith, Squeers, Trotty Veck et Tiggs du Martin Chuzzlewitt de Dickens ; Dante, Pope sont cités anonymement, ce dernier deux fois (Essay on Man, I, 200 au chapitre I et Odyssey, I, 184 au chapitre XLI), les Mille et Une Nuits aussi, etc., autant de joyaux témoignant du fourmillement culturel qui nourrit son esprit.
De plus, le langage concret de Thackeray fait appel, avec une précision toute technique, à une multiplicité de domaines très divers, l'art culinaire, les institutions administratives, la science militaire, les grands collèges, les controverses religieuses, l'exégèse de la Bible, les jeux d'enfants et de cartes, le théâtre, le droit, l'agriculture, l'héraldique, les sciences naturelles, la médecine, le droit (qu'il a, il est vrai, étudié à Cambridge, même s'il n'y a pas terminé son cursus), la franc-maçonnerie, la poésie lyrique, la préciosité, etc. Les termes de métier, le détail des vêtements (jusqu'à la facture des tailleurs militaires qui ont équipé le cornette Ponto), les accessoires de carrosse, l'art du dressage, etc., tout cela relève, précise Raymond Las Vergnas, d'une technicité « si poussé[e] et tellement spécial[e] qu'ell[e] dérout[e] un Anglais cultivé ». À cela, poursuit-il, s'ajoutent des tours ou des locutions qui sont équivoques en soi, dont on « a l'impression de pressentir [le sens], mais l'éventualité d'un autre sens n'est pas, pour un Anglais lui-même, absolument exclue » : mullion garbled (sans doute « défiguré »), gold-barrelled sash (peut-être « rayé comme le canon d'un fusil »), over-rated themselves in Hall (Hall signifie vraisemblablement « réfectoire », mais Thackeray y ajoute le sens de « salle des fêtes » selon la coutume des universités une fois par mois), double-knuckled hands (« disloquées comme celles des acrobates, mais aussi tout simplement noueuses et deux fois plus grosses que la normale »), to arm a thunderbolt (sans doute « armer un revolver » [et non pas la foudre]).
Raymond Las Vergnas souligne aussi les emprunts à ce qu'il appelle « la langue verte », par exemple tarnation (corruption de damnation), catawampus (argot pour « destructive »), hot coppers (gueule de bois, autrement dit « hangover »), the fancy (la boxe), etc.

#### L'ironie thackerayenne

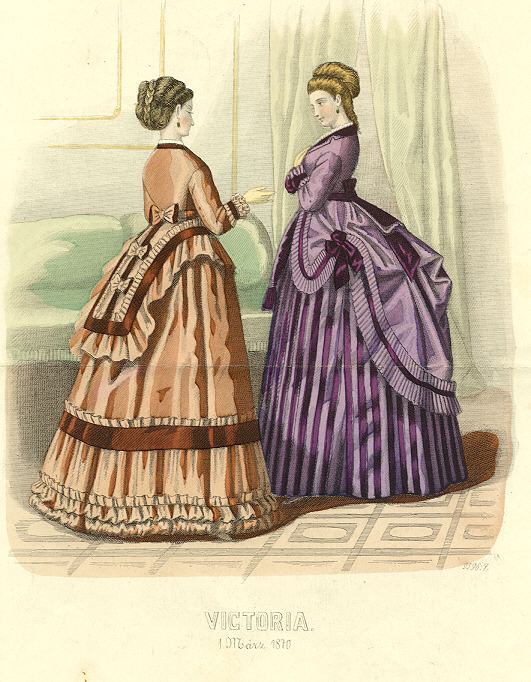
Le costume intéresse particulièrement Thackeray ; ici, une certaine image de la « femme accomplie » (vers 1870).

Thackeray « n'aimait pas qu'on parlât de lui comme d'un homme drôle, écrit James Hannay, cela le chagrinait de songer que le public paie toujours pour qu'on le divertisse, et qu'il refuse de dépenser un sou pour s'instruire ». Son premier but, en effet, est plus d'éclairer que de faire rire. Il entend soumettre le monde des hommes à une interrogation permanente et ne rien prendre pour argent comptant. Pour cela, il a besoin d'un substratum qu'il décrit lui-même comme une « characterisation » par le menu. Ainsi, véritable détective littéraire, il prête attention au moindre détail des attitudes, aux particularités, aux expressions et aux gestes, et surtout, puisque le sujet traite de l'apparence des choses, aux costumes.
Pour autant, l'ironie n'admettant pas de dilution, il recherche la sobriété jusqu'au dépouillement et utilise de préférence l'arme du trait, cette flèche (du Parthe ?) décochée à propos et qui fait mouche, « the unerring shaft ». En ce sens, son ironie s'allie à une forme d'esprit, celui que les Anglais appellent wit, mot dans lequel subsiste le premier sens du mot : « conscience » et « intelligence », celles de Voltaire quand il conspue Fréron (1718-1776). Alors, écrit Las Vergnas, « ce qui domine presque exclusivement, c'est l'esprit dans la tradition de Swift […] : le quolibet acéré […] ».
Ainsi, le foisonnement des sobriquets dont il afflige ses personnages, bien souvent antinomiques du titre qui les précède - noms-types qui éclairent d'emblée la physionomie intime, ce en quoi Thackeray est l'héritier de la tradition à la fois du roman et de la comédie, Captain Cauliflower (le capitaine Chou-Fleur), Monsieur Tapioca, Monsieur Spinaci (Monsieur Épinards), Lady Fanny Famish (Lady Fanny la Famine [à quoi s'ajoute le sens secret de fanny, allusion à la vulve féminine]), le valet Stripes (« Rayures », comme son pantalon, ou encore « Dugalon », ainsi que le nomme Las Vergnas, p.  289, car Stripes change de fonction et de grade selon ce qui est exigé : « il est garde, cocher, jardinier, valet de chambre, régisseur […] », [p.  289) ; sans compter les noms scabreux aux limites de la scatologie (divertissement à la mode au XIXe siècle et au-delà), tel Cacafogo, ou loufoques comme Rubadub (abréviation du titre de la comptine Rub-a-dub-dub, etc.) (voir La manière d'écrire). Certaines descriptions, en ajout des sobriquets, apportent au livre ses seules images : ainsi le personnage de Blanche pour qui Thackeray choisit le potager : « Blanche, au nez en radis […] et au visage de navet » (p.  82), ou encore Fawney « qui gigote vers l'avant et laisse derrière lui une trace visqueuse », allusion directe au verbe fawn qui connote l'obséquiosité servile, comme dans to fawn upon somebody (p.  220). Le résultat de cette virtuosité verbale, aussi fraîchement comique qu'irrévérencieuse, s'apparente à une forme de persiflage pour Humphrey Milford, et, selon Las Vergnas, « [s]ort du domaine de la satire symbolique pour entrer dans celui du pur esbaudissement en présence de truculentes onomatopées ».
En fait, cette ironie, en surface si intransigeante, s'allie à un humour permanent. Floris Delattre écrit qu'« avoir le sens de l'humour, c'est comprendre par le cœur ». Thackeray lui-même dit : « Humour is wit, plus love » (« L'humour, c'est l'esprit, avec l'amour en plus »). Au fond, par-delà le trait mordant et l'apparente blessure infligée, l'attitude s'empreint de bienveillance. Après tout, le titre de l'ouvrage est assorti de « by one of themselves » (« par l'un d'entre eux »). Si Thackeray se permet de brocarder tant de gens, tant d'institutions, c'est qu'il fait la part de sa propre responsabilité dans le désordre des choses dénoncé. Lui aussi est un snob de la pire espèce ; sa seule différence d'avec les autres snobs, c'est qu'il le sait et en fait, par personnes interposées, le procès. À ce compte, son but n'est pas tant de railler que d'éveiller la conscience de ses lecteurs et, partant, de réveiller la bonté sommeillant, pense-t-il, en tout homme.

#### La manière d'écrire

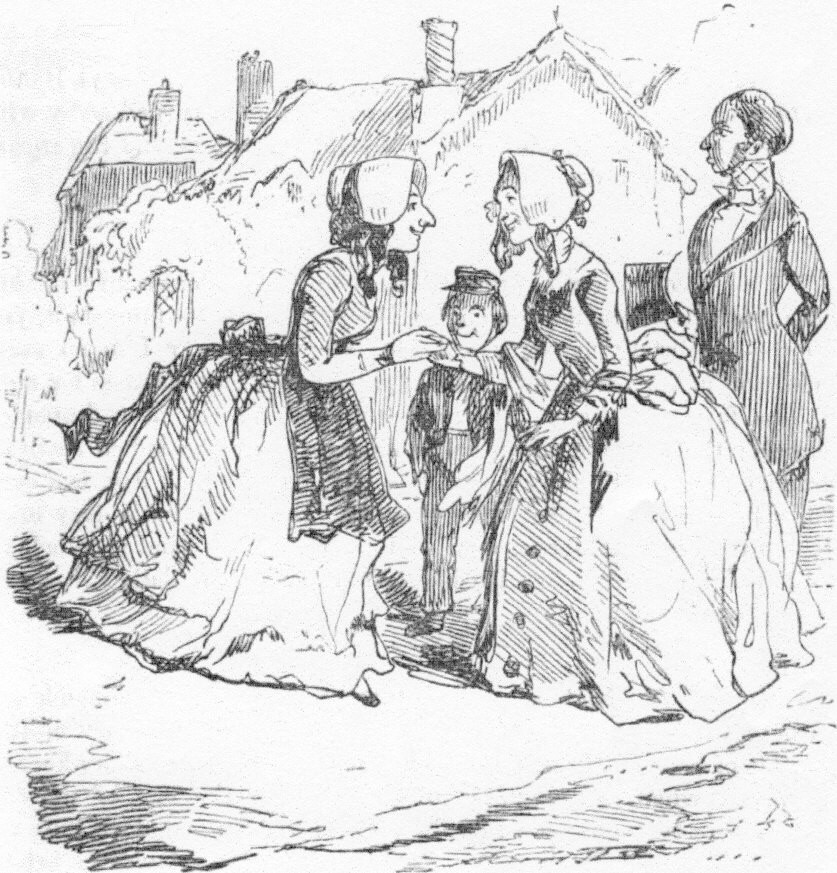
Dessin de Thackeray pour le chapitre XXVI, On Some Country Snobs (De certains Snobs de campagne) du Livre des snobs.

D'emblée, Las Vergnas note que l'expression thakerayenne privilégie ce qu'il appelle « le visuel » qui découpe le réel décrit en tableaux, d'où l'abondance simpliste des there is, there are qui, commente-t-il, « dans leur banalité, correspondent à une espèce de découpage spatial, façon de matérialiser et de rendre visibles les choses ». En cela, il rejoint Charlotte Brontë qui, grande admiratrice de Thackeray, s'est plu à décrire ses dessins et, au-delà, sa prose : « On ne retrouvera pas un second Thackeray, écrit-elle en 1848. Sa façon de rendre un personnage en quelques traits et points, avec des nuances d'expression, si fines et si justes, des traits de caractère si précis et subtils, si difficiles à saisir et à fixer, […] je ne peux qu'admirer et m'émerveiller. […] Si la Vérité était une déesse, Thackeray à coup sûr, serait son grand prêtre ». Ce don graphique conduit à des croquis saisissant au vol la vérité des gestes et des attitudes, les proportions de la perspective. Las Vergnas donne comme exemple la tourbillonnante montée de l'escalier par Miss Wirt, la procession dominicale des Huby dans Holborn, l'apparition de Goldmore à la fenêtre du Conflagrative. Cette minutieuse exigence du dessin, typique du style de Thackeray, a frappé nombre de ses contemporains ; ainsi, Philarète Chasles écrit : « Il burine plus qu'il ne peint ; ses figures ont un très vif relief et une extrême précision de contours ». Le rapprochement avec Hogarth, explique Carlyle (1795-1881), se justifie pleinement ; dans une lettre à Emerson (1803-1882), il commente : « C'est un costaud corps et âme, bourré de talent, qui s'apparente surtout à Hogarth ». Sur ce point, d'ailleurs, Thackeray lui-même revendique l'illustre parenté, comparant son Thimblerig des Esquisses irlandaises, personnage qu'il reprend dans Le Livre des snobs, au Bad Apprentice de William Hogarth.
Au départ, en effet, l'outil employé est une langue de métier, le journalisme, c'est-à-dire celle du reportage qui sait s'adapter à son sujet, d'où l'« [a]rt échevelé de la mimique, chaque mot renferm[ant] une grimace, chaque phrase fus[ant] comme un serpentin », l'extrême variété des expressions argotiques, cockney entre autres, voire vulgaires, avec des clichés, des pastiches et, souvent, tout cela mâtiné d'un grand raffinement. Thackeray s'est à ce propos gagné le titre de « Horace victorien »,. C'est là, commente W. E. Henley, « le style de la conversation porté à sa perfection. Gracieux, vigoureux, une merveille d'artifice et de bon sens, avec un brin de chic poseur, mais très au fait et distingué, avec une aisance et une félicité rythmiques riches en couleur, vif de trait et de sens, à l'urbanité et au charme instinctifs ». Ce « conversational style », comme le dit l'anglais, conduit Thackeray à organiser à l'intérieur de son propre discours des saynètes entre ses personnages, comme si Mr Punch avait hâte de monter sur les planches pour mettre en scène un petit drame familial ou mondain, où le dialogue se substitue de plus en plus au discours indirect ; cette tendance, note Las Vergnas, « se confirmera par la suite, […] certains chapitres des grands romans sont entièrement écrits sous formes extraites d'une pièce » (voir notamment dans The Newcome les quelque 40 pages intitulées : « Contient deux ou trois actes d'une petite comédie ». Les comédies miniature ainsi présentées s'apparentent surtout aux grands modèles de la Restauration anglaise (1660-1710), ceux de Wycherley, Congreve (1670-1729), Vanbrugh (1664-1726) et Farquhar (1678 – 1707),.
Il s'est même attelé à créer de nouveaux langages, un sabir gallois, un autre hindoustani. Les noms propres sont particulièrement choisis : le snob, ce personnage sans épaisseur, cette non-personne, ce monsieur tout-le-monde n'existe que par son nom, un programme à lui tout seul. La plupart de ces patronymes renvoient à une plaisanterie d'initié que seul le Londonien averti de 1840 peut saisir dans toute sa subtilité, un détail vestimentaire (Stripes, Seedy [rayures, râpé]), un tic (Sniffle, Ogleby [morveux, bigleux]), une barbe (Lord Tufto [Lord de la Touffe]), un péché mignon (Lollipop, Toffy, Brandyball, Pattypan [sucreries diverses : sucette, caramel, bonbon à la liqueur, biscuit moulé]), etc. : ainsi, note Isabelle Jan, des noms de rue se voient transférés sur des individus, des quartiers alors connus pour leur connotations professionnelles ou politiques ornent des portraits, substrat daté et aujourd'hui oublié, si bien que « [n]ous sommes, lecteurs d'aujourd'hui abordant ce livre, en face d'un monde cacophonique et brouillé […] Dans la gesticulation que nous propose Thackeray, c'est un monde disparu et cependant toujours menaçant, car il demeure celui du conformisme social, de la sottise, de la vulgarité ».

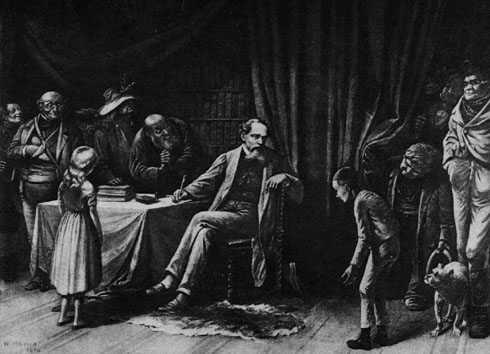
Charles Dickens, homme de vision, avec ses personnages.

Raymond Las Vergnas ne partage pas l'enthousiasme de W. E. Henley ; pour lui, le style de Thackeray dans Le Livre des snobs relève de la même ambiguïté, expressions à la petite semaine, gaucheries (p.  300, 302), truquages, remplissages à la fin des chapitres, circonlocutions, une mécanique « un tantinet réflexe » dit Las Vergnas, apostrophes et majuscules massivement employées, par exemple pour le nom Snob, etc. Dans le même chapitre, surgissent au milieu de ces traits répétés une expression inspirée, empreinte de fougue, avec l'art consommé du paragraphe que clôt un trait (description de Huckley), des morceaux de bravoure, des assemblages burlesques de sonorités, des calembours, des archaïsmes (p.  276 : calisthenic, p.  446 : mammoniacal, cornucopiosity), tout un jeu d'initié en fait, à la portée du public cultivé qui le lit. La caractéristique dominante, cependant, reste la logique donnant à son livre l'aspect d'une démonstration, logique de l'absurde le plus souvent, avec des développements à l'envers (p.  188), ce qu'il appelle lui-même truth topsy turvy, littéralement « la vérité sens dessus-dessous » (p.  188).
À l'analyse du résultat, s'affiche un paradoxe : alors que tout l'effort de Thackeray tend à l'élaboration d'un concept intellectuel, c'est dans l'indignation sentimentale qu'il excelle et convainc : alors transpire la passion, parfois transmise par de fausses périodes lyriques (p.  156, 188), « something tremulous » (« quelque chose de vibrant »). Pourtant, sa vision reste absente, à la différence de Dickens ; au fond, ajoute Las Vergnas, « son style se caractérise essentiellement par une absence de style ».
La manière de Thackeray est donc à l'image de son réalisme, et son réalisme à l'image de son tempérament : celui d'un écrivain qui s'indigne, démontre les raisons de son indignation, mais, au-delà, cherche où trouver dans l'homme pourtant si vilipendé, ce qu'il y a de meilleur. Il s'agit d'un réalisme qui colore la réalité d'un rêve moral, un réalisme de pasteur dénonçant les maladies du troupeau avec l'espoir d'une guérison. Thackeray, dans Le Livre des snobs, se fait ainsi « le prêtre de la grande paroisse humaine ».

## Le message
Sir Arthur Quiller-Couch (1863–1944) a écrit des Anglais : « Le prêche démange de façon endémique notre nation ». Thackeray n'échappe pas à cette règle.
Pourtant, certains critiques, même récents, émettent l'idée que Thackeray a vraiment pensé que le snobisme était une fatalité. Ainsi, Isabelle Jan, dans l'introduction qu'elle a faite de sa traduction du livre, écrit qu'à l'inverse de celle des idéologues, sa réflexion « ne dénonce pas pour promouvoir une idée essentiellement neuve, celle des réformes. Elle n'introduit aucun mouvement dialectique […] Les choses sont telles et voilà tout ». Raymond Las Vergnas, au contraire, soutient que Thackeray a un message à transmettre, contrepartie de sa critique, ce qu'il appelle lui-même « a reformative as well as a punitive duty » (« un devoir de réforme autant que de sanction »). De ce message, il a prévenu son lecteur : au début du Livre des snobs, il assure que l'attend une grande mission, celle de découvrir un fléau et d'y porter remède. Un livre qui n'enseigne rien, assure-t-il, n'est pas un bon livre, surtout s'il ne montre pas l'avantage de la vertu sur le vice. Il existe don à la base de l'ouvrage une intention éthique, Le Livre des snobs devant, outre divertir, édifier les consciences. Ainsi, en dépit de l'émotion non feinte qui l'étreint devant la gravité des problèmes qu'il pose, en dépit aussi des événements drolatiques qu'il décrit et de l'humour avec lequel il en dispose, le livre devient une sorte de long sermon prononcé en une chaire virtuelle comme par un prédicateur laïc. « L'accent de générosité ardente qui vibre dans ces pages, écrit Las Vergnas, […] est un accent proprement et véritablement chrétien […] Thackeray, ici, rejoint le grand courant d'idéalisme qui pénètre toute l'époque victorienne […] il est à côté de ceux qui s'insurgent […], sa voix rédemptrice lance l'anathème contre les Pharisiens ».

### Le rêve social
Thackeray est trop ami de l'équilibre pour souhaiter le renversement immédiat de l'ordre existant. Au chapitre LXI de Pendennis, publié en 1848, il fait dire à Arthur qu'il vaut mieux envisager pour les institutions « une fin correcte et naturelle plutôt qu'une mort soudaine et violente ».

#### L'être, plutôt que leparaître
Au départ, comme chez Rousseau, Mrs Gaskell ou encore Dickens, existe la pitié, émotion que génère chez lui le malheur social. Thackeray constate l'inégalité des hommes devant les conditions de l'existence et, associée à cette inégalité, l'ignorance délibérée par les riches de la misère d'autrui. Il peint un portrait saisissant de la détresse physique, matérielle et morale du peuple, à quoi il ajoute une invective passionnée lancée à la tête des gens fortunés, ignorants qu'ils sont, justement, de ce qu'il appelle « le frisson de la pitié ». Son rêve social se fonde en premier lieu sur l'« être » et non le « paraître », sur l'estime de l'un et le rejet de l'autre. Les humiliations qu'inflige la société sont un mal qu'il faut combattre chaque fois qu'elles émanent du caprice des individus et non d'une inéluctable nécessité organique : « Reste humble, mon frère, alors même que tu es prospère. Traite ceux qui sont moins chanceux que toi avec douceur, car ils ont peut-être plus de mérite. Réfléchis-y : de quel droit te montres-tu méprisant ? » et « Ce n'est pas aux sous-pieds [straps] qu'on reconnaît l'homme de bien, ou aux bottines ([high-lows] qu'on le renie. Mon fils, c'est toi qui est le Snob, si tu méprises à la légère quelqu'un qui fait son devoir et si tu refuses de serrer la main d'un honnête homme, sous prétexte que celle-ci porte un gant de tricot, a Berlin glove ».

#### L'éducation des enfants
Ses interventions concernent surtout des cas particuliers qu'il privilégie parce qu'à certains moments de sa vie ils l'ont traumatisé. Ainsi, il se fait le défenseur de l'enfance livrée dans les écoles à un système éducatif fondé sur la servilité due aux élèves plus âgés et la terreur du fouet magistral. Pour lui, la méthode est totalement erronée : contrôler un enfant à tous les instants est un mal, et le salut réside dans l'octroi d'une plus grande liberté et la garantie d'une initiative plus libre. Éduquer par la crainte et l'injustice déforme l'individu et l'incite au snobisme. Cette théorie a déjà été revendiquée par Montaigne dans ses Essais et par Rousseau dans l'Émile. Elle est reprise par Dickens qui, dans Dombey and Son par exemple, consacre de longs chapitres au « Petit Paul » (Little Paul), fils malingre du maître des lieux, se mourant d'avoir grandi trop vite, d'être devenu un puer senex à neuf ans, herbe montée en graine qu'ont « poussée » les doctes maîtres de son institut de Brighton.

#### Le bâtard, l'écolier et le peuple des gueux

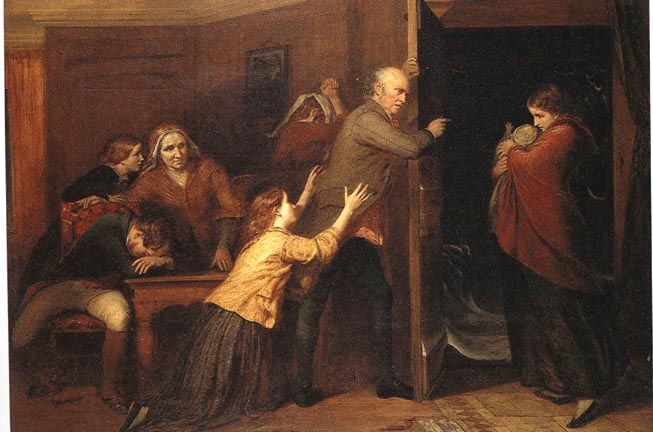
The Outcast, Richard Redgrave, 1851 : la fille-mère chassée de la maison par son propre père.

Thackeray ne se gêne pas pour aborder des sujets tabous, tel celui de la bâtardise (après tout, le monde entier prend Henry pour un bâtard dans L'Histoire de Henry Esmond alors qu'en fait il est le maître des lieux). Il croit en effet que l'homme n'est ou plutôt ne devrait pas être déterminé par sa naissance. Pour autant, il a pleinement conscience de l'extrême stigmate que représente cet état de bâtardise et avoue son impuissance à faire autre chose pour y remédier que de le dénoncer.
Autre querelle, les « gueux », appelés outre-Manche les paupers aux siècles précédents. On les rencontre dans bien des romans victoriens, ceux de Thackeray, mais aussi ceux de Dickens, en particulier Oliver Twist (1837-1839) dont le héros est d'abord élevé dans un hospice, et Bleak House (1852-1853), où Joe the sweeper (le balayeur) nettoie, tel Sisyphe poussant son rocher, le même carrefour de l'aube au couchant, ceux de Mrs Gaskell, qui dans Ruth (1853), North and South (1854-1855) et même Mary Barton (1848), montre l'extrême misère du monde ouvrier ou l'ostracisme mortel dont souffre la femme dite « perdue ». George Eliot fait de même dans Adam Bede (1859) où la jeune et ravissante fille de ferme Hetty Sorrel, séduite par Arthur Donnithorne, le fils du Squire, donne naissance à un enfant qu'elle tente de tuer, n'échappant à la potence que par l'ultime intervention de son bourreau repenti.
Thackeray décrit ces gens rejetés en marge, comme le sont aussi les artistes, d'emblée jugés infréquentables même lorsque leurs œuvres ou leur jeu sont appréciés ; en les mettant en parallèle avec l'image traditionnelle de la réussite sociale, il est conduit à dénoncer les valeurs fictives de l'argent et à célébrer les incomparables valeurs du savoir. Le béotisme, voilà l'ennemi ! clame-t-il tout au long du livre : « Good Heavens, said the squire, quite horrified, a literary man. I thought he had been a gentleman » « Grands dieux, dit le châtelain, en proie à la plus sainte horreur, un homme de lettres. Je pensais que c'était un gentleman », avait-il déjà raillé dans le Paris Sketch Book.
Le message moral reste pourtant limité, Thackeray, en effet, n'indiquant pas les moyens qu'il aimerait voir se déployer pour changer les choses. Il a certes insisté sur l'importance de l'éducation et, en journaliste qu'il est, conféré à la presse un rôle majeur pour éclairer le peuple et amener les hommes à une meilleure compréhension du véritable sens de la vie. Le développement du journalisme, la force qu'il pressent en ce mode d'information, sa possible vocation didactique, tout cela lui donne confiance. C'est, en effet, réclamée pour tous, la copie conforme de ce que lui-même incarne dans ses fonctions, puisque, avec Dickens, qui n'a de cesse de dénoncer les abus sociaux dans ses revues, ses romans et ses actions militantes, il s'implique, au moins par ses écrits, dans la défense des plus humbles.

#### Le gentilhomme rédempteur?

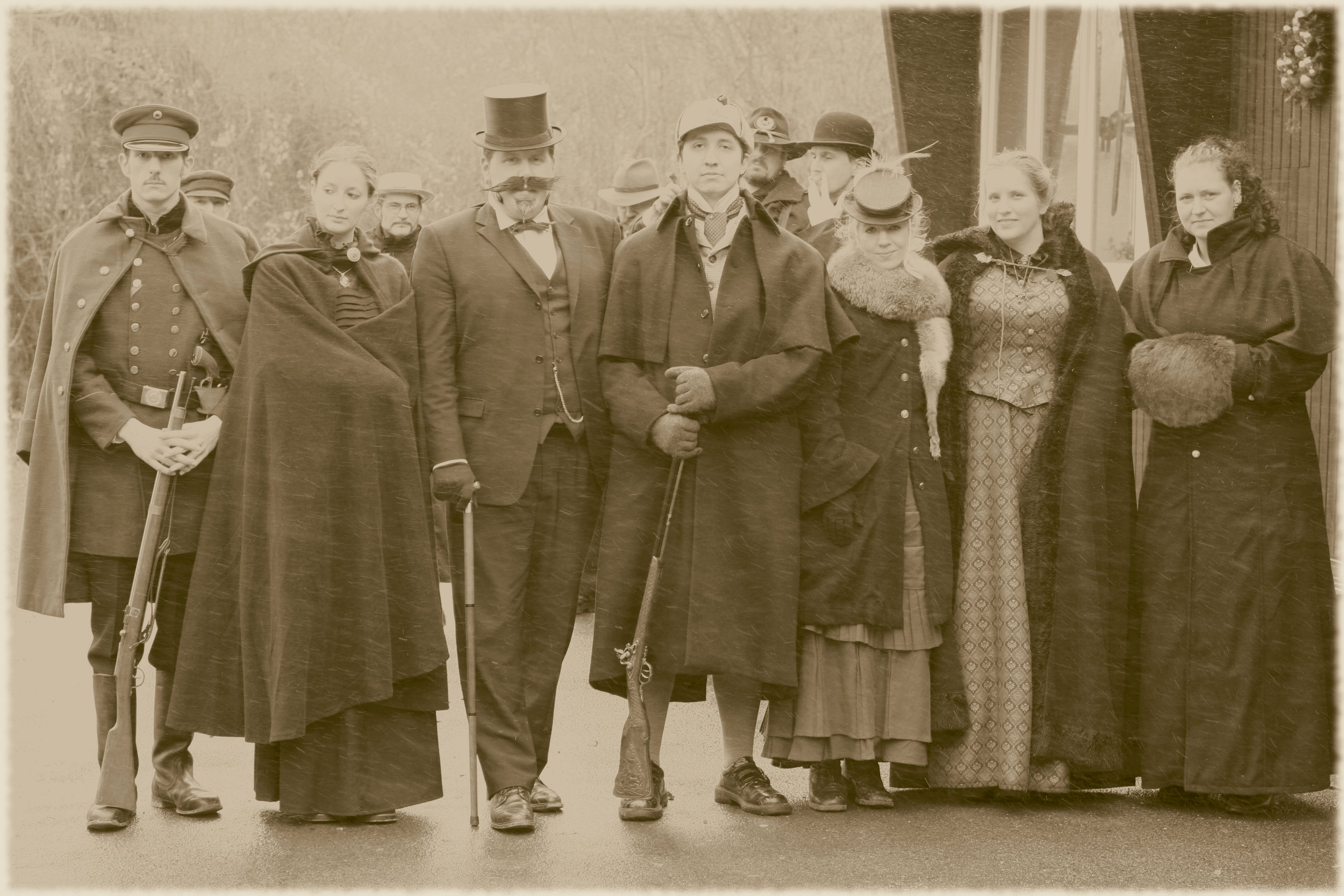
Photographie d'une reconstitution costumée de l'époque victorienne, jeu de rôle grandeur nature effectué en 2006.

Thackeray a également cru en la nécessité d'une élite de la société, rempart contre les forces du désordre. Il a eu confiance en la grandeur des individus prédestinés, ces étincelles qui font, aux moments tragiques, jaillir les surhommes. Pour lui, le héros est un homme ordinaire, semblable à tout un chacun, avec des défaillances et des lacunes. Mais que se présentent de grandes occasions, et tel Cincinnatus, précise-t-il, l'être d'élite saura marquer sa supériorité sur le commun du troupeau. L'instant critique passé, cependant, il retombera dans la norme de médiocrité. Cette doctrine va à l'encontre de celle de Carlyle qui croyait à la durée des grands hommes ; pour Thackeray, l'émergence du chef reste empreinte d'éphémère et de relativité. En fait, confiant dans le « gentilhomme », il le décrit ainsi : « […] qu'est-ce qu'être gentilhomme ? C'est avoir des buts nobles, mener une vie sans tache, garder son honneur vierge, préserver l'estime de l'être, supporter la bonne fortune sans broncher, endurer le mal avec sérénité, enfin, au travers du mal comme dans la traversée du bien, garder le cap de la vérité, alors celui-là qui aura réussi, il sera salué en gentleman, quel que soit son rang […] ». En cela, il rejoint le cardinal Newman, qui, dans L'Idée d'université (paru en 1852), résume les vertus attendues de ce personnage,.

### La leçon humaine

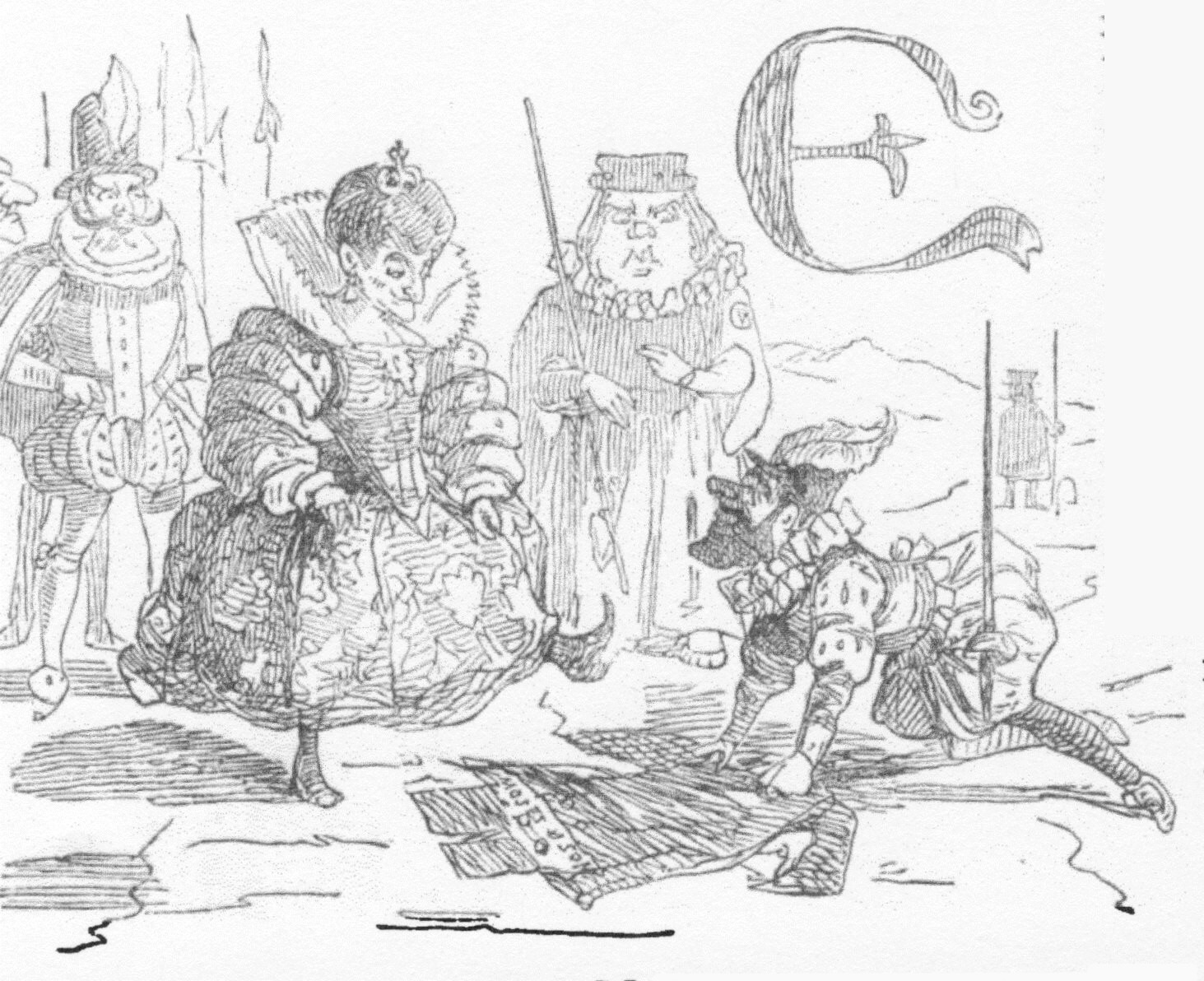
Sir Walter Raleigh jetant son manteau sous les pieds de la reine Élisabeth. Tête du chapitre IV : "THE COURT CIRCULAR", AND ITS INFLUENCE ON SNOBS.

Dans sa biographie de Thackeray, parue en 1879, Trollope écrit à propos du Livre des snobs : « Au vrai, il n'existe pas de plus grande erreur que de croire que la révérence est une forme de snobisme ». Ici, le mot reverence, a son sens premier, qui signifie « le fait de révérer » et est proche de « vénération » ; et s'il y a quelqu'un qui révère la révérence, c'est bien, en effet, Thackeray. Ainsi, s'il attaque le snobisme, c'est au nom de ce qu'il y a de meilleur dans l'homme. Pour lui, les snobs ne sont que les caricatures de la révérence, des geais qui, en contrefaçon, se parent de plumes qui ne leur appartiennent pas. Le snobisme, écrit-il, est une superstition, « a misdirected reverence » (« un détournement de révérence »). Preuve en est que si la révérence cultive le secret, le snobisme, lui, a besoin de spectateurs, « demande la foule ; dans Le Livre des snobs on se pousse beaucoup du coude, c'est du Dubout », écrit Las Vergnas. Alors, pourquoi Trollope, qui est un admirateur et même un disciple de Thackeray, pense-t-il le contraire ? D'après Las Vergnas, c'est parce qu'il est lui-même un snob et qu'il en est resté au sens de « ostentatious vulgarian ». Ainsi, parlant de la vignette de Thackeray montrant Sir Walter Raleigh jetant son manteau sous les pieds de la reine Élisabeth pour qu'elle ne se mouille pas les pieds dans la boue, Trollope écrit : « Il n'y a pas de snobisme ici, mais de la révérence », alors que Thackeray voit dans ce geste une servilité rampante. Cependant, précise Las Vergnas, au moment où écrit Thackeray, la famille royale est honnie, alors que, quand Trollope commence à écrire [c'est-à-dire six ans après Thackeray], les sentiments du peuple ont changé : Victoria a commencé à s'imposer, « Trollope pense à son époque au lieu de penser à celle de Thackeray ».

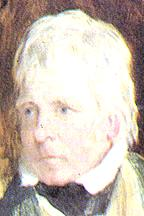
Sir Walter Scott, Garde les paroles de Scott à l'esprit, écrit Thackeray.

Pour découvrir le snobisme, Thackeray, qui se méfie des simplifications hâtives, de ce qu'il appelle « cette simplicité théorique barbare qui classe les personnages en noir et blanc, tels des pions sur l'échiquier de la vie », prêche donc la lucidité, parfois couplée avec l'humilité et la bonté : ce sarcastique dénonce la faiblesse intrinsèque du sarcasme, son côté improductif et superficiel. Sa devise, exprimée dans ses Round about Papers, valable aussi pour le Livre des snobs comme pour toute son œuvre, est : « Bear Scott's words in your mind: Be good, my dear! » (« Garde les paroles de Scott à l'esprit : sois bon, mon cher ! »). Aussi, George Meredith a-t-il sans doute vu plus loin que Trollope ; dans son « Introduction » à The Four Georges, il écrit à propos de Thackeray : « Il a décrit son temps en observateur exigeant, il lui était impossible d'être de mauvaise foi ; pas une seule page n'est malveillante ou ricane de l'humanité. Ce sont les scènes dont il était le témoin qui l'ont conduit à cette satire. Il faut un moraliste en tout satiriste, si la satire doit faire mouche […] Or Thackeray s'est retenu autant que possible, à la façon d'un gardien de la paix bien disposé. Certes, il est apparu cynique au dévot, mais c'est parce qu'il l'a chassé de sa chaire pour le ranger parmi sa multiple congrégation de pécheurs ».
Avec Thackeray, dit Las Vergnas, « Chaque être est en lui-même un univers organisé pour la lutte contre le mal [et] […] la vie est un état d'amélioration morale : c'est en luttant que nous gagnerons notre ciel ».
Quelles sont donc les valeurs auxquelles il croit ?

#### «Le prince de l'intelligence» (Raymond Las Vergnas)
Le snobisme, tel qu'il l'a décrit et mis en scène, c'est la stupidité, le béotisme. Lui-même affiche alors une touche personnelle, car déguisé ou non, il reste un prince de l'intelligence, ce qui l'autorise à dénoncer le côté bovidé des gens. Le snob est comme la Grenouille qui veut se faire aussi grosse que le bœuf, le sot n'aspirant de toutes ses forces qu'à devenir un idiot grand modèle. Les Chinois déforment les pieds des fillettes et nous, clame-t-il, déformons les cerveaux. D'où la condamnation du faux art et de la fausse culture, celle de ce qu'il appelle « les converzatione ». À ce propos, Ruskin oppose le peerage of words » au « peerage », soit la noblesse d'intelligence à la noblesse tout court. C'est très exactement ce que veut Thackeray : en filigrane se lit dans ses pages le vieux désir platonicien de remplacer l'aristocratie de naissance par celle de l'intelligence qui, elle, n'« admire [pas] petitement de petites choses ».

#### «Le chevalier du cœur» (Raymond Las Vergnas)
L'intelligence et le talent ne sont rien s'ils ne sont placés au service du cœur. Malgré son infortune personnelle et aussi, en dépit des attaques qu'il leur a fait subir dans Mémoires de Barry Lyndon, Thackeray défend a contrario la condition des femmes, les foyers unis, les amoureux qui, si par malheur ils sombrent dans le snobisme, se momifient en lambeaux d'affection desséchés. Il faut rappeler ici que Thackeray a beaucoup chéri son épouse et veillé sur elle, jusqu'à ce qu'il se résolve dans les pleurs à la faire interner, faute de pouvoir continuer. Pour illustrer son propos, Thackeray utilise l'allégorie des sarcophages : se laisser prendre au culte délétère de la course aux titres et à l'argent, c'est choisir la vie du tombeau, c'est prendre le chemin de la mort vivante. En cela, il adopte la même attitude que celle de son contemporain Robert Browning, exprimée plus particulièrement dans Love Among the Ruins où la défaite de l'amour est exprimée en réminiscences guerrières et par des ruines (cf. le thème de l'amour, chez Browning). Thackeray a donc foi en l'amour qu'il pare d'une vertu anoblissante, et qui représente à ses yeux la réalisation sur cette terre de toutes les possibilités divines de la nature humaine, la morale, en effet, se fondant sur la croyance en un ordre supérieur.

#### Le sacré

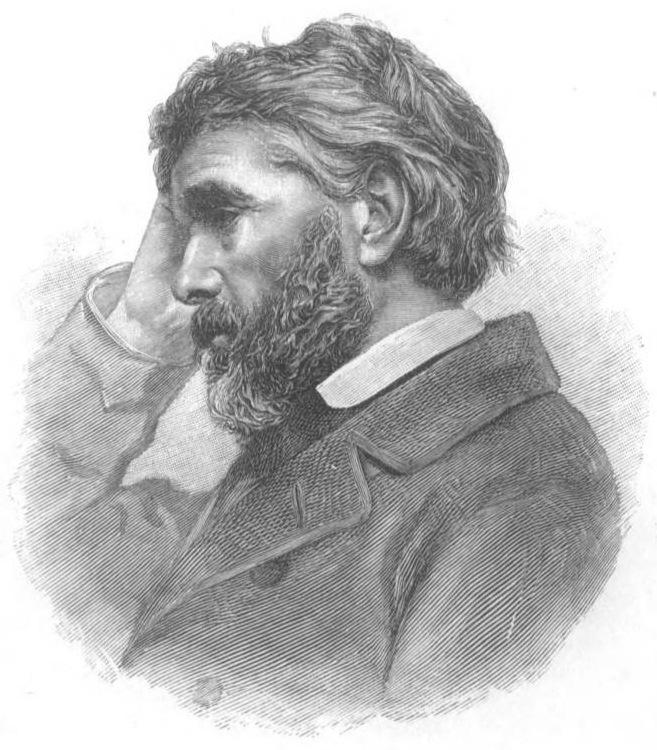
Thomas Carlyle dont Thackeray adopte le Nous avons oublié Dieu.

Le sacré représente le sommet de la hiérarchie. Au fond, pense Thackeray, le snobisme, c'est le monde sans Dieu. Il reprend là l'idéologie de Carlyle qui écrit : « Nous avons oublié Dieu ». Dans Vanity fair, les personnages vivent sans Dieu et ce sont des snobs. Même les Révérends ne sont plus révérant, car leur raison d'être est d'être révérend de Lord X ou Y. Ils ont remplacé l'amour du Lord (Le Seigneur) par celui du lord (le nobliau). Dieu a été oublié et le love for the lord s'est substitué au love of the Lord. La Chrétienté officielle n'est plus qu'une immense « lordolâtrie » (lordolatry).
Convaincu comme il l'est que toute action humaine doit s'imprégner de la foi, le terme final de son message est que l'homme n'a comme recours que de s'en remettre à Dieu, ce qui lui permet de pratiquer l'humilité heureuse. En ce sens, toute son œuvre, et Le Livre des snobs plus particulièrement, tend à illustrer la chute et la perdition des hommes écartés de Dieu. Cet homme de lettres, décrit comme pessimiste, se sent investi d'une mission quasi pastorale, et n'a de cesse de proclamer par sa plume son espérance de foi et de charité. En définitive, c'est un sentiment d'optimisme qui se dégage du livre, la vie ne pouvant être améliorée ici-bas qu'en luttant pour gagner le Ciel.
Le dernier paragraphe du Livre des snobs comprend deux mots résumant sans doute l'objet de toute l'entreprise ; après avoir énuméré une longue liste de snobs qu'il apostrophe sans ménagement, Thackeray parle de Vérité et d'Amour (ces mots étant gratifiés en anglais d'une majuscule), les deux, selon lui, restant inséparables : « […] dire la Vérité, écrit-il, même au plus fort de son rire,—et en n'oubliant jamais que si la plaisanterie a du bon, la vérité vaut mieux, et l'Amour est le couronnement de toutes choses ».

#### L'apôtre des vérités plates

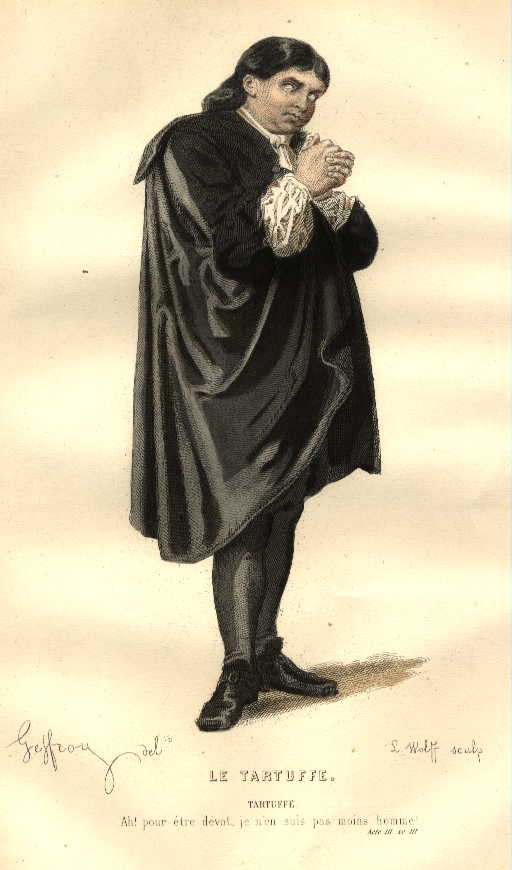
Tartuffe : « Ah ! pour être dévot, je n'en suis pas moins homme » (III, 3, 966).

Les derniers mots du livre établissent ainsi la hiérarchie idéale des valeurs auxquelles croit Thackeray :
« To laugh at such is MR. PUNCH'S business. May he laugh honestly, hit no foul blow, and tell the truth when at his very broadest grin--never forgetting that if Fun is good, Truth is still better, and Love best of all »
 Traduction Wikipédia : 

« Rire de telles gens, c'est l'affaire de Mr Punch. Que son rire soit honnête, qu'il ne décoche aucun coup bas, qu'il dise la vérité alors qu'il s'esclaffe, qu'il n'oublie jamais que l'Amusement est bon, la Vérité meilleure et l'Amour ce qu'il y a de mieux. »

Thackeray a donc choisi de se faire l'apôtre de vérités plates mais universelles. Il a osé diviniser la modestie, prêcher l'évangile de l'humilité et l'école du sens commun. Sans jamais essayer de rendre le lecteur plus fier de ses semblables, il a tenté de le rendre moins fier de lui-même, le rappelant au sens de l'éphémère, lui démontrant la « vanité de la vanité, de toutes les vanités » « vanitas vanitatum, omnia vanitas », Ecclésiaste I, 1).
Il est donc normal qu'il ait été attaqué. Comme Molière qui dénonce les imposteurs de la religion (Tartuffe) et se voit condamné pour avoir insulté Dieu, Thackeray se fait accuser d'immoralité et même de blasphème. Trollope, lui, le Victorien, le conventionnel, le bureaucrate des lettres, n'a pas toujours compris son attitude, bien qu'il soutienne le livre dans son ensemble (Voir Introduction). Sur ce point, il est vrai, Thackeray est en avance sur son temps et son époque a détesté les innovateurs.
D'ailleurs, il a surtout été jugé par les Victoriens de la fin du siècle. Les circonstances ont changé, Victoria s'est imposée, l'industrialisation est à son apogée, l'Angleterre règne sur la moitié du monde. Au-delà des contingences historiques, cependant, Le Livre des snobs, malgré son caractère très daté, affiche une portée à valeur universelle. Rudyard Kipling l'a bien compris, qui affirme : « Il existe une affreuse maladie du siècle qui s'appelle : snobisme de l'âme. Le germe s'en est développé dans les cultures modernes avec virulence, depuis que le bacille en a été isolé, voici soixante ans, par feu W. M. Thackeray », ajoutant ce compliment suprême décerné au talent de l'essayiste : « Mais Le Livre des snobs ne pourrait être mis au goût du jour que par celui qui l'a écrit ». Et ultime consécration, John Galsworthy (1867-1933), l'auteur de la célèbre Forsyte Saga, fait dire dans The Silver Spoon (1926) au personnage Marjorie Ferrar que « Fleur Mont est une snob ». Lors du procès en diffamation qui s'ensuit, preuve en soi de la gravité de l'offense, la question primordiale revient sans cesse : « Est-il exact qu'elle a prononcé le mot snob ?, répètent les avocats. C'est que cela fait une différence ! ». Cette différence, « qui fait toute la différence, ajoute Las Vergnas, c'est que snob est devenu, dans la langue anglaise, synonyme d'hypocrite et de fraudeur moral, nuance de sens que l'on doit à Thackeray, et à lui seul ».

## Dans la culture populaire
- Le dernier livre publié de George Eliot (1819-1880), Impressions of Theophrastus Such (1879), serait en partie inspiré du Livre des Snobs de Thackeray[175].
- Gustave Guiches (1860-1935) a écrit une comédie intitulée Snob, qui fut jouée le 5 avril 1897 au théâtre de la Renaissance, 20 Boulevard Saint-Martin, Paris 10e[176].
- Journée d’un opritchnik de Vladimir Sorokine, Seuil, coll. « Points », 2010, serait en petite partie inspiré du Le Livre des snobs de Thackeray.
- Le rêve des chevaux brisés (The Dream Of The Broken Horses, 2002) de William Bayer, traduction Gérard de Chergé (2010), serait en petite partie inspiré par Le Livre des snobs de Thackeray.